# Stains
Pour les articles homonymes, voir Clos Saint-Lazare.
Stains ([stɛ̃] ; ) est une commune française, située dans le département de la Seine-Saint-Denis en région Île-de-France.
Ses habitants sont appelés les Stanois et les Stanoises.

## Géographie

### Description

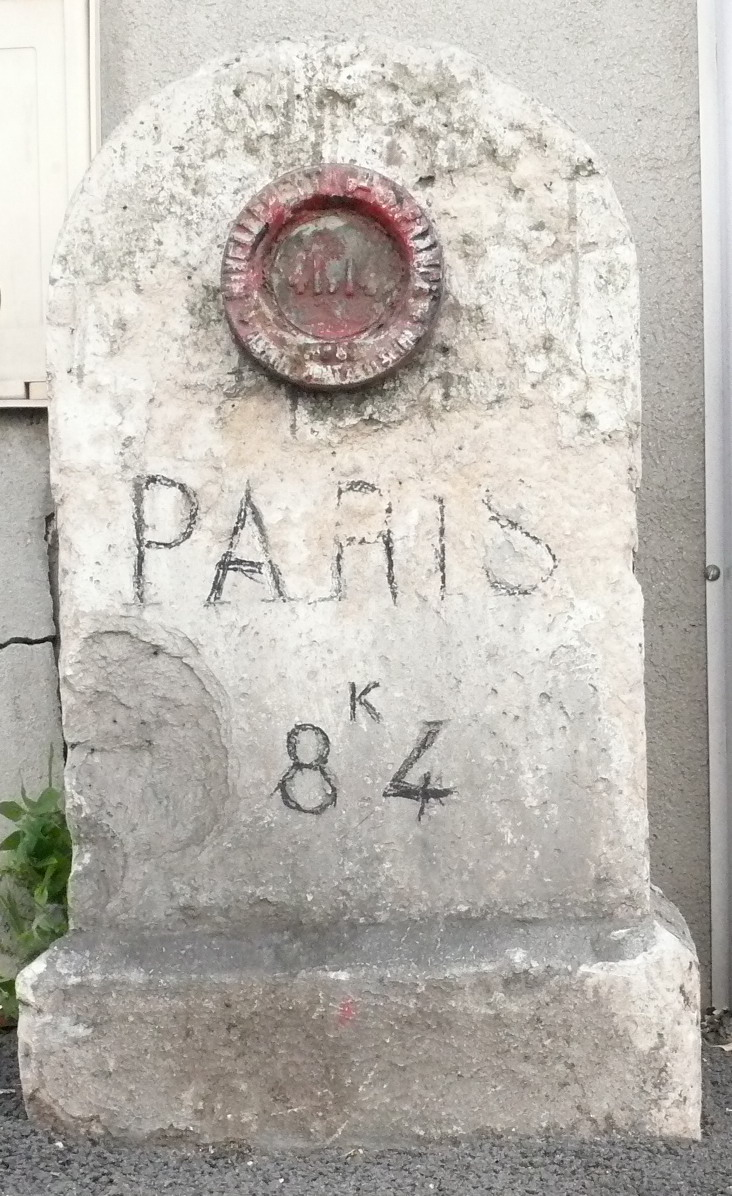
Ancienne borne routière de la RN 301, rue Carnot.

La commune de Stains est située en banlieue nord de Paris, entre le centre de la capitale (14 km) et l'aéroport de Paris-Charles-de-Gaulle (16 km) sur la route nationale 301. Elle est aisément accessible par la sortie  4 de l'autoroute A1. La commune fait partie de la Plaine de France.

### Communes limitrophes
Les communes limitrophes limitrophes de Stains sont  Saint-Denis, La Courneuve et Dugny (en Seine-Saint-Denis) ainsi que Garges-lès-Gonesse et Sarcelles (dans le Val-d'Oise).
Les communes limitrophes sont  Dugny, Garges-lès-Gonesse, La Courneuve, Saint-Denis et Sarcelles.

### Climat
Pour des articles plus généraux, voir Climat de l'Île-de-France et Climat de la Seine-Saint-Denis.
En 2010, le climat de la commune est de type climat océanique dégradé des plaines du Centre et du Nord, selon une étude du CNRS s'appuyant sur une série de données couvrant la période 1971-2000. En 2020, Météo-France publie une typologie des climats de la France métropolitaine dans laquelle la commune est exposée à un climat océanique altéré et est dans la région climatique Sud-ouest du bassin Parisien, caractérisée par une faible pluviométrie, notamment au printemps (120 à 150 mm) et un hiver froid (3,5 °C).
Pour la période 1971-2000, la température annuelle moyenne est de 11,9 °C, avec une amplitude thermique annuelle de 15 °C. Le cumul annuel moyen de précipitations est de 663 mm, avec 10,4 jours de précipitations en janvier et 7,9 jours en juillet. Pour la période 1991-2020, la température moyenne annuelle observée sur la station météorologique la plus proche, située à Bonneuil-en-France à 4 km à vol d'oiseau, est de 12,1 °C et le cumul annuel moyen de précipitations est de 616,3 mm,. Pour l'avenir, les paramètres climatiques de la commune estimés pour 2050 selon différents scénarios d'émission de gaz à effet de serre sont consultables sur un site dédié publié par Météo-France en novembre 2022.
| Mois                                  | jan.             | fév.             | mars            | avril           | mai             | juin           | jui.           | août           | sep.           | oct.            | nov.            | déc.             | année      |
| ------------------------------------- | ---------------- | ---------------- | --------------- | --------------- | --------------- | -------------- | -------------- | -------------- | -------------- | --------------- | --------------- | ---------------- | ---------- |
| Température minimale moyenne (°C)     | 2,3              | 2,1              | 4,2             | 6,3             | 9,8             | 13             | 14,9           | 14,6           | 11,5           | 8,8             | 5,2             | 2,8              | 8          |
| Température moyenne (°C)              | 4,9              | 5,4              | 8,4             | 11,2            | 14,7            | 18             | 20,2           | 20             | 16,5           | 12,7            | 8,1             | 5,4              | 12,1       |
| Température maximale moyenne (°C)     | 7,5              | 8,7              | 12,6            | 16,1            | 19,6            | 23             | 25,5           | 25,4           | 21,5           | 16,5            | 11,1            | 7,9              | 16,3       |
| Record de froid (°C) date du record   | −18,2 17.01.1985 | −16,8 14.02.1956 | −9,6 07.03.1971 | −3,7 01.04.1931 | −1,6 06.05.1957 | 0,9 13.06.1935 | 3,5 09.07.1929 | 1,9 01.08.1923 | 0,1 24.09.1931 | −5,6 30.10.1985 | −9,5 28.11.1921 | −15,1 16.12.1925 | −18,2 1985 |
| Record de chaleur (°C) date du record | 16,1 27.01.03    | 20,8 28.02.1960  | 25,5 31.03.21   | 31,9 18.04.1949 | 35 24.05.1922   | 36,9 27.06.11  | 42,1 25.07.19  | 40,2 12.08.03  | 35,3 09.09.23  | 29,4 04.10.1921 | 21,3 08.11.15   | 17,2 16.12.1989  | 42,1 2019  |
| Ensoleillement (h)                    | 574              | 737              | 1 293           | 171             | 1 894           | 203            | 2 132          | 2 064          | 1 616          | 1 113           | 637             | 543              | 16 342     |
| Précipitations (mm)                   | 46,8             | 41,1             | 43,9            | 43,1            | 60,5            | 53,8           | 56,3           | 52,5           | 44,6           | 56,7            | 53,6            | 63,4             | 616,3      |

## Urbanisme

### Typologie
Au 1er janvier 2024, Stains est catégorisée grand centre urbain, selon la nouvelle grille communale de densité à sept niveaux définie par l'Insee en 2022.
Elle appartient à l'unité urbaine de Paris, une agglomération inter-départementale regroupant 407  communes, dont elle est une commune de la banlieue,,. Par ailleurs la commune fait partie de l'aire d'attraction de Paris, dont elle est une commune du pôle principal,. Cette aire regroupe 1 929 communes,.

### Quartiers

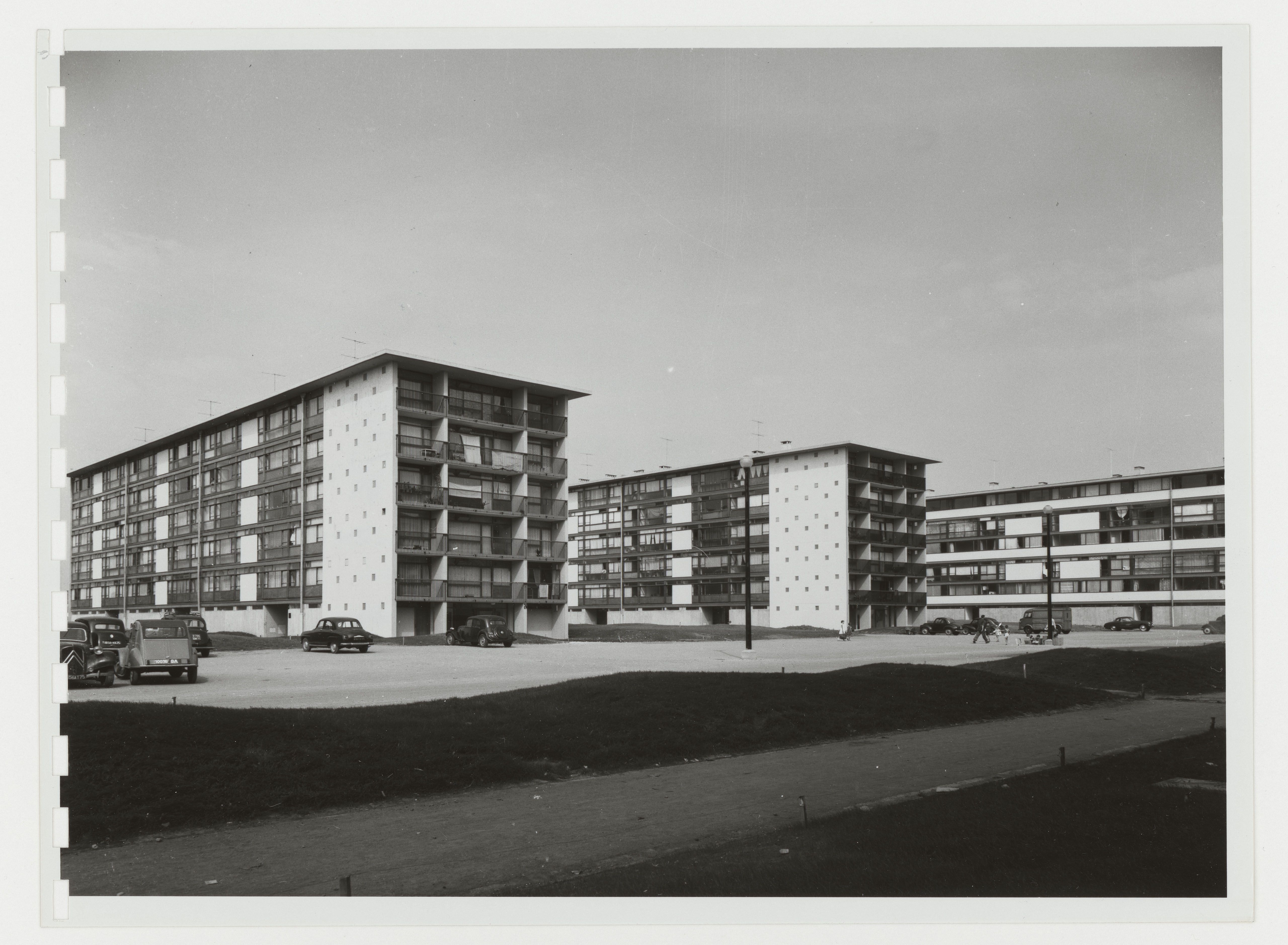
Trois nouveaux immeubles du Moulin-Neuf en 1959.

Les principaux quartiers sont : le quartier Maxime Gorki (Cité l'Orée du bois, Victor-Renelle, boulevard Maxime-Gorki), le Maroc, le Moulin-Neuf, le Clos Saint-Lazare, Allende, André-Lurcat, le Vieux-Stains, Stains-Village (qui en est le centre historique), les Prévoyants, les Parouzets et la Prêtresse Carnot.

### Habitat
| Logements                                        | Nombre en 2016 | % en 2016 | nombre en 2011 | % en 2011 |
| ------------------------------------------------ | -------------- | --------- | -------------- | --------- |
| Total                                            | 14 479         | 100 %     | 13 023         | 100 %     |
| Résidences principales                           | 13 439         | 92,8 %    | 12 108         | 93,0 %    |
| → Dont HLM                                       | 6 330          | 47,1 %    | 6 911          | 57,1 %    |
| Résidences secondaires et logements occasionnels | 24             | 0,2 %     | 35             | 0,3 %     |
| Logements vacants                                | 1 015          | 7 %       | 880            | 6,8 %     |
| Dont :                                           |                |           |                |           |
| → maisons                                        | 3 907          | 27,0 %    | 3 873          | 29,7 %    |
| → appartements                                   | 10 191         | 70,4 %    | 8 743          | 67,1%     |

Les logements sociaux de Stains sont gérés par 8 différents bailleurs, dont le principal est l’office public de l'habitat Seine-Saint-Denis habitat (SSDH).
Selon le recensement de 2016, la ville compte 13 439 résidences principales, dont 4 082 occupées par leurs propriétaires.

### Projets d'aménagement
La ville comprend une zone franche urbaine, dans le secteur du Bois Moussay, et trois zones urbaines sensibles : le Clos Saint-Lazare, Allende et le Moulin-Neuf.
La Municipalité et Plaine Commune ont conventionné avec l'Agence nationale pour la rénovation urbaine (ANRU) des projets de rénovation urbaine portant sur la Cité Jardin (53 million d'euros), le Clos Saint-Lazare et Allende (173 millions d'euros) et Moulin neuf (9 millions d'euros). Cette convention succède au Grand projet de ville qui les concernait antérieurement.
La Cité Jardin de Stains a été conçue par Georges Albenque (1877-1963) et Eugène Gonnot (1879-1944) qui étaient des architectes voyers[pas clair] de la ville de Paris et spécialistes du logement social. La cité Jardin sera construite entre 1921 et 1933 et comporte 1 622 logements dont 472 pavillons. La rénovation de la Cité Jardin s'est effectuée en quatre tranches, de 2005-2015. Ce quartier est un exemple du logement social de l'entre-deux guerres. Stains est d'ailleurs une ville où chaque période historique se raconte dans les logements sociaux.

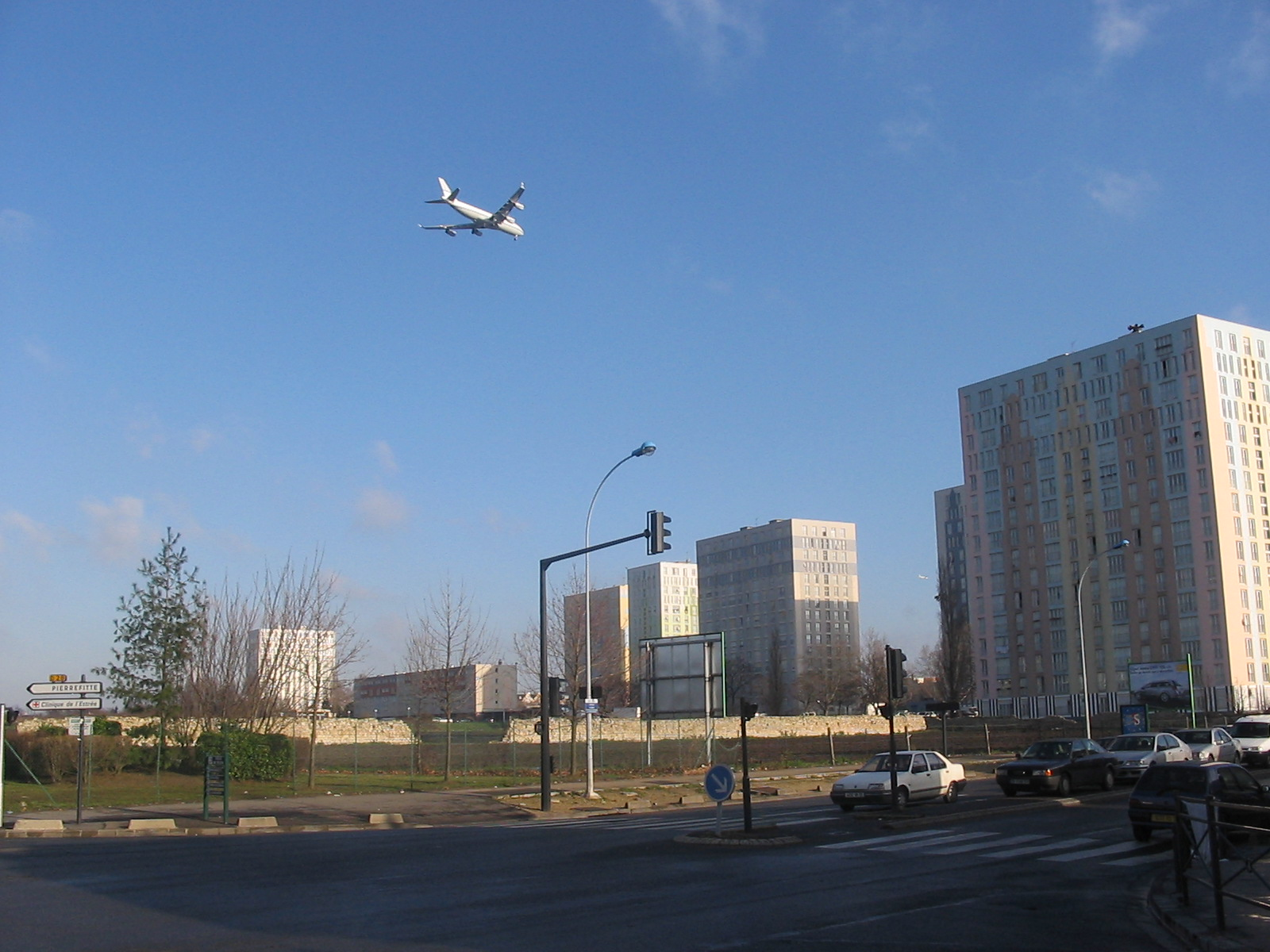
Le Clos Saint-Lazare, vu de l'ouest. Le bâtiment au premier plan a été démoli dans le cadre de la réhabilitation du quartier.

Le Clos Saint-Lazare est la plus grande cité de la ville de Stains, avec ses (2 257 logements abritant  10 000 à 12 000 habitants) répartis dans 28 bâtiments d'habitat collectif, comptant 2 193 logements et 60 pavillons. Le quartier du Clos Saint-Lazare est situé au sud-ouest de la ville, à 5 minutes à pied du centre-ville. Il occupe une superficie de 29 hectares.
Sous la direction de l'architecte coordinateur Clément Tambuté, ce grand ensemble a été réalisé sur des terrains maraîchers entre 1966 et 1970 par l'OPHLM de la Seine qui l'a géré jusqu'en 1982. Depuis, l'ensemble de la cité et du foncier est la propriété de l'ODHLM de la Seine-Saint-Denis (OPH de Seine Saint Denis depuis le passage des offices HLM en établissement public à vocation industrielle et commerciale, EPIC, en 2008). Après une première réhabilitation dans les années 1980, la ville de Stains, en partenariat avec l’ODHLM départemental de la Seine-Saint-Denis et l’État, a entrepris depuis 1999 de transformer le quartier du Clos Saint-Lazare au moyen d'un ample projet urbain conventionné avec l'ANRU comprenant notamment la réhabilitation de 1 277 logements, la démolition de 524 logements avec construction d'un même nombre de logements et la reconstruction d'un groupe scolaire.

### Voies de communication et transports

#### Transports en commun
La ville est desservie par les bus suivants :
- lignes 150, 153, 250, 252, 253, 255 et 268 du réseau de bus RATP ainsi que la navette urbaine VITAVIL qui relie le quartier du Maroc au Moulin Neuf en traversant toute la commune ;
- ligne 11 du réseau de bus Roissy Ouest ;
- ligne N43 du Noctilien. Le N44 dessert indirectement Stains via la gare de Pierrefitte - Stains.

Les gares du RER les plus proches sont :
- Pierrefitte - Stains sur la ligne D du RER, accessible par le 150 ;
- La Courneuve - Aubervilliers sur la ligne B du RER, accessible par le 150 et le 250.

Mis en service le 1er juillet 2017, le tram-train T11 relie la gare d'Épinay-sur-Seine à celle du Bourget par de nouvelles voies créées le long de la Grande Ceinture. Elle dessert les gares de Pierrefitte - Stains et de Stains-La Cerisaie.
- Pierrefitte - Stains où il est en correspondance avec la ligne RER D et les lignes RATP 150, 268, 337 et 361 dans la commune de Pierrefitte-sur-Seine (pour le RER D) et dans celle de Stains (pour le T11) ;
- Stains-La Cerisaie où il est en correspondance avec les lignes RATP 250, 253 et 270.

La ligne 13 du métro de Paris est accessible par les lignes RATP :
- le 255 (Saint-Denis - Carrefour Pleyel) ;
- les 153, 253 et 255 (Saint-Denis - Porte de Paris) ;
- les 153 et 253 (Saint-Denis - Basilique) ;
- le 255 (Saint-Denis - Université).

Le 252 amène les Stanois vers la station Porte de la Chapelle ou la gare de Garges - Sarcelles.
Le tramway T1 est accessible depuis Stains avec le bus 150 en direction de Porte de la Villette (arrêt « Six Routes »), avec le bus 253 en direction de Stade de France-Saint-Denis RER D (arrêt « Cimetière »), avec le bus 255 en direction de la Porte de Clignancourt (arrêt « Marché de Saint-Denis ») et avec la ligne 11 (arrêt « Marché de Saint-Denis ») et aussi avec le RER D en direction de Paris (gare de Saint-Denis).

#### Projets
Le prolongement de la ligne 13 du métro à Stains a été demandé de longue date par les habitants et leur municipalité. Il s'agissait de prolonger la ligne de Saint-Denis Université à la gare de Stains - La Cerisaie, où il aurait été en correspondance avec le T11, avec une station intermédiaire au Globe. Toutefois, compte tenu de la saturation de la ligne 13, ce projet ne pouvait être réalisé avant que l'une des deux branches de la ligne soit déconnectée, soit en faisant une ligne autonome qui aurait son terminus à Saint-Lazare, soit en la raccordant à la ligne 14. Aucune de ses solutions n'a été retenue et depuis 2018, ce projet n'est plus réclamé par le maire de Stains, au profit d'un prolongement de la ligne 12.
Dans le cadre d'un projet de liaison TGV entre la Normandie (Cherbourg et Caen) et l'aéroport de Roissy, une gare TGV est envisagée à Stains, sur la Grande Ceinture. Elle ne serait desservie que par quelques trains par jour, qui circuleraient à la vitesse autorisée sur la Grande Ceinture, c'est-à-dire lentement.

## Toponymie
Stains apparaît sous le nom de Setenis au XIIe siècle, Sextanis ou Stannis au XVe siècle, Stains en France en 1492. Le nom pourrait provenir de Stagna (lieu submergé) ou de Pays de Sexlius, du nom du propriétaire au IVe siècle.

## Histoire

### Moyen Âge

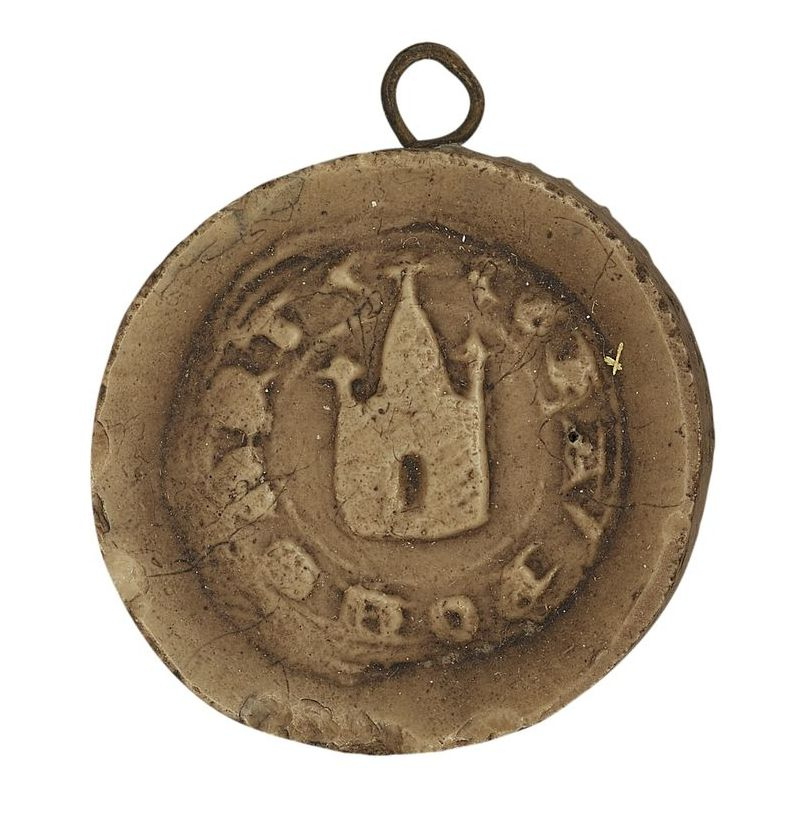
Sceau de Stains en 1309.

La communauté est érigée en paroisse indépendante par Pierre II de la Chapelle, évêque de Paris en février 1213, par distraction de la paroisse de Saint-Léger, par une charte de l'abbaye de Saint-Denis.
En 1315, Stains a une léproserie. Au XVe siècle, elle est établie en seigneurie. L'église date en partie du XVIe siècle.
En 1480, Louis XI donne  la seigneurie à Jacques de Saint-Benoist son chambellan.
Les terres et seigneuries de Stains, village près de Gonesse, sont cédées en janvier 1239, à la commanderie de Gonesse par Gervais de Chaumont, avec le contentement de Guillaume de Flaucourt, pour le prix de 12 livres parisis,. Lors de la dévolution des biens de l'ordre du Temple le membre de Stains passe à l'ordre de Saint-Jean de Jérusalem.

### Temps modernes
La seigneurie passe ensuite à divers propriétaires jusqu’en 1752 :
- de Nicole Poussin, avocat au Parlement ;
- de Jean Ruzé, ministre des finances de Louis XII ;
- Seigneurie de Thou[évasif] au XVIe siècle ;
- Achille de Harlay en devint propriétaire au début du XVIIe siècle et y fit construire un château ;
- Seigneurie en 1740 de Benoît Dumas, directeur de la Compagnie des Indes.

En 1752, Jean-Charles Perrinet d'Orval, fermier général, y fit bâtir le superbe château que Jérôme Bonaparte, roi de Westphalie, acheta en 1810.

Cartes de 1707
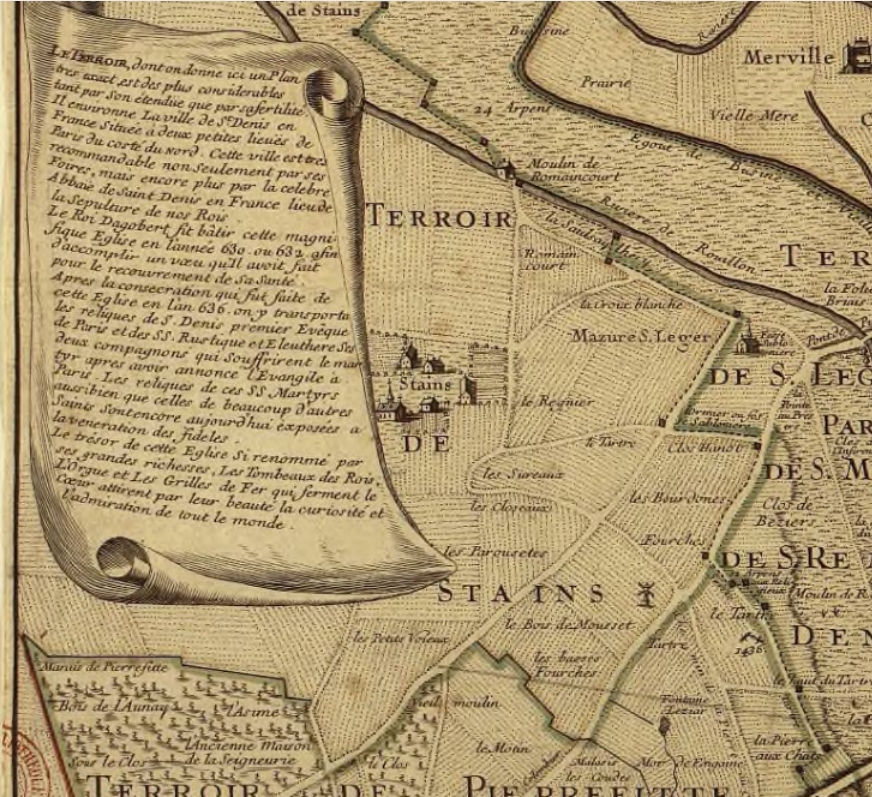
Le terroir de Stains en 1707.
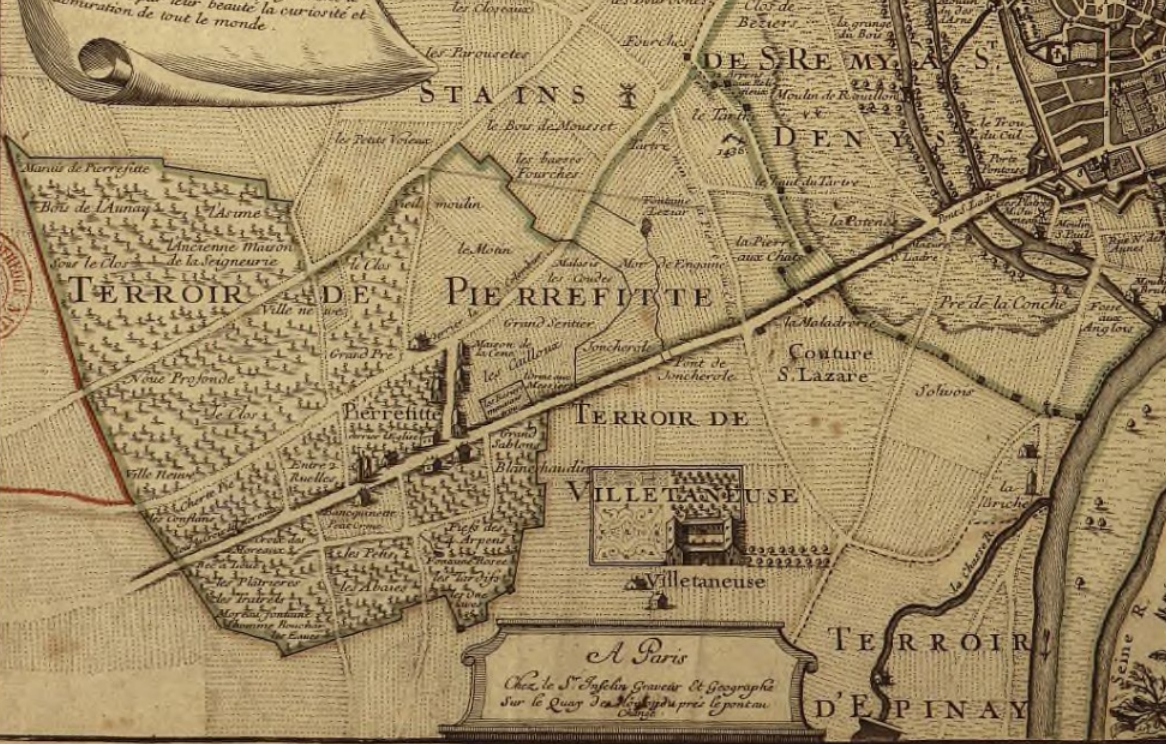
Les terroirs de Stains-Pierrefitte-Villetaneuse-Epinay en 1707.

### Révolution française et Empire
Pendant la Révolution française, le cahier de doléances de la paroisse réclame l'égalité devant l'impôt, la suppression du privilège de la chasse, la gratuité de l'école et des soins pour les indigents.

### Époque contemporaine

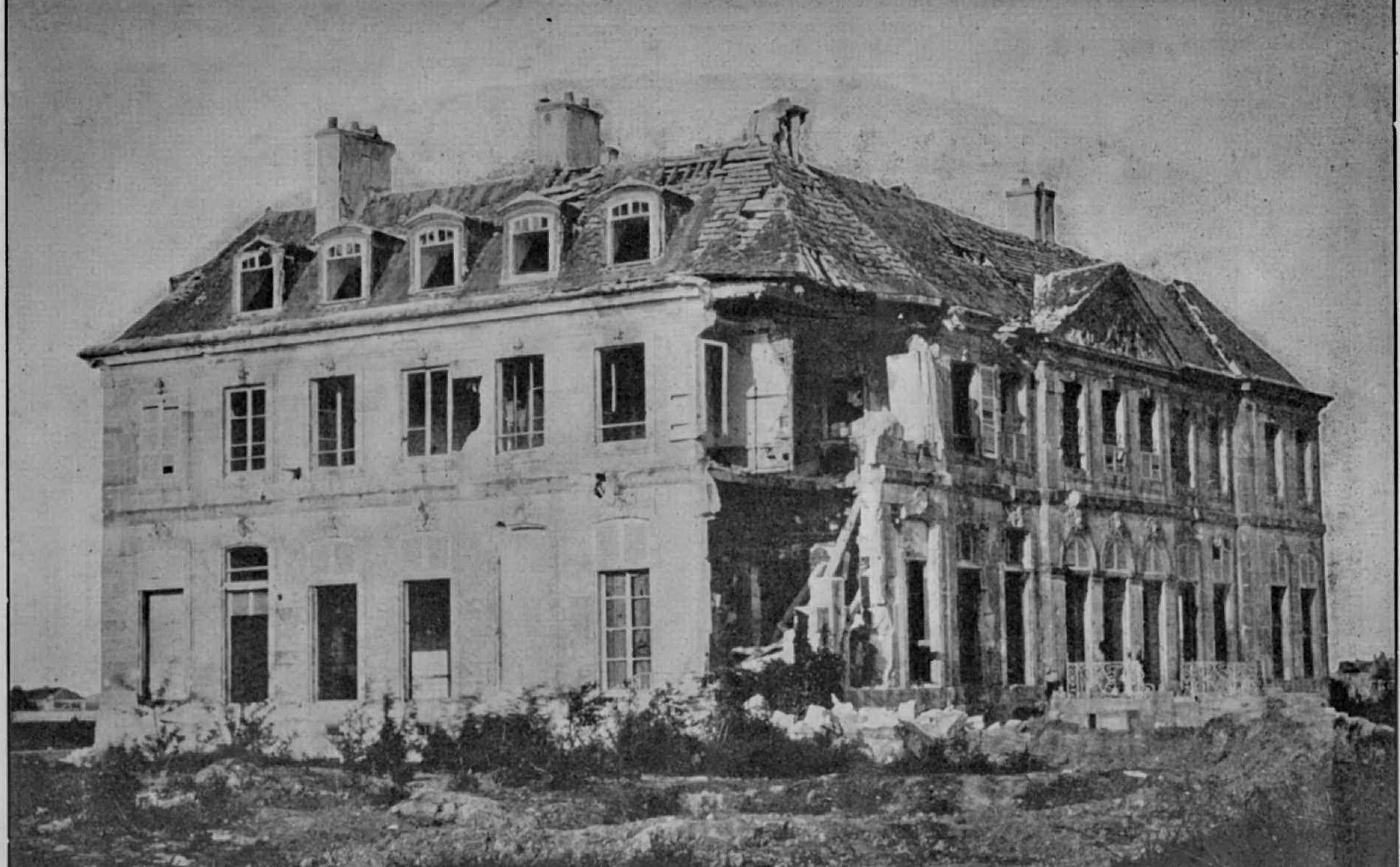
Le château de Stains, après les batailles de la guerre franco-prussienne de 1870. La légende du document original indique : En vain, le quartier général (prussien) essaya-t-il de s'installer au château de Stains, dans cette belle résidence de la famille de Vatry qu'on voit trouée et démolie en partie : force fut aux Prussiens, devant les obus de nos forts, de le transférer à Enghien.
Le 15 janvier (1871) seulement, l'ennemi réussit à implanter une batterie à la Butte-Pinson, sur le flanc de la colline voisine de Stains. C'est de là que commença le bombardement de Saint-Denis. Jusque-là, l'artillerie du Général Bellemare avait pu paralyser le feu de l'ennemi.

Stains a beaucoup souffert de la guerre de 1870, qui provoque la destruction du château et du parc.
Le 7 octobre 1870, un ballon monté dénommé Piper No 1 (ou non dénommé No 2), parti de la place Saint-Pierre à Paris, assiégée par les Prussiens, monté par M. Piper et son secrétaire M. Friedman, atterrit à Stains, à la suite d'une erreur de manœuvre, juste avant les lignes ennemies.
L'industrialisation de la commune a débuté sous le Second Empire et s'est fortement développée durant la première moitié du XXe siècle, avant de décroître très fortement à partir des années 1970.
Le site a inspiré Maurice Utrillo.

#### Anciens transports

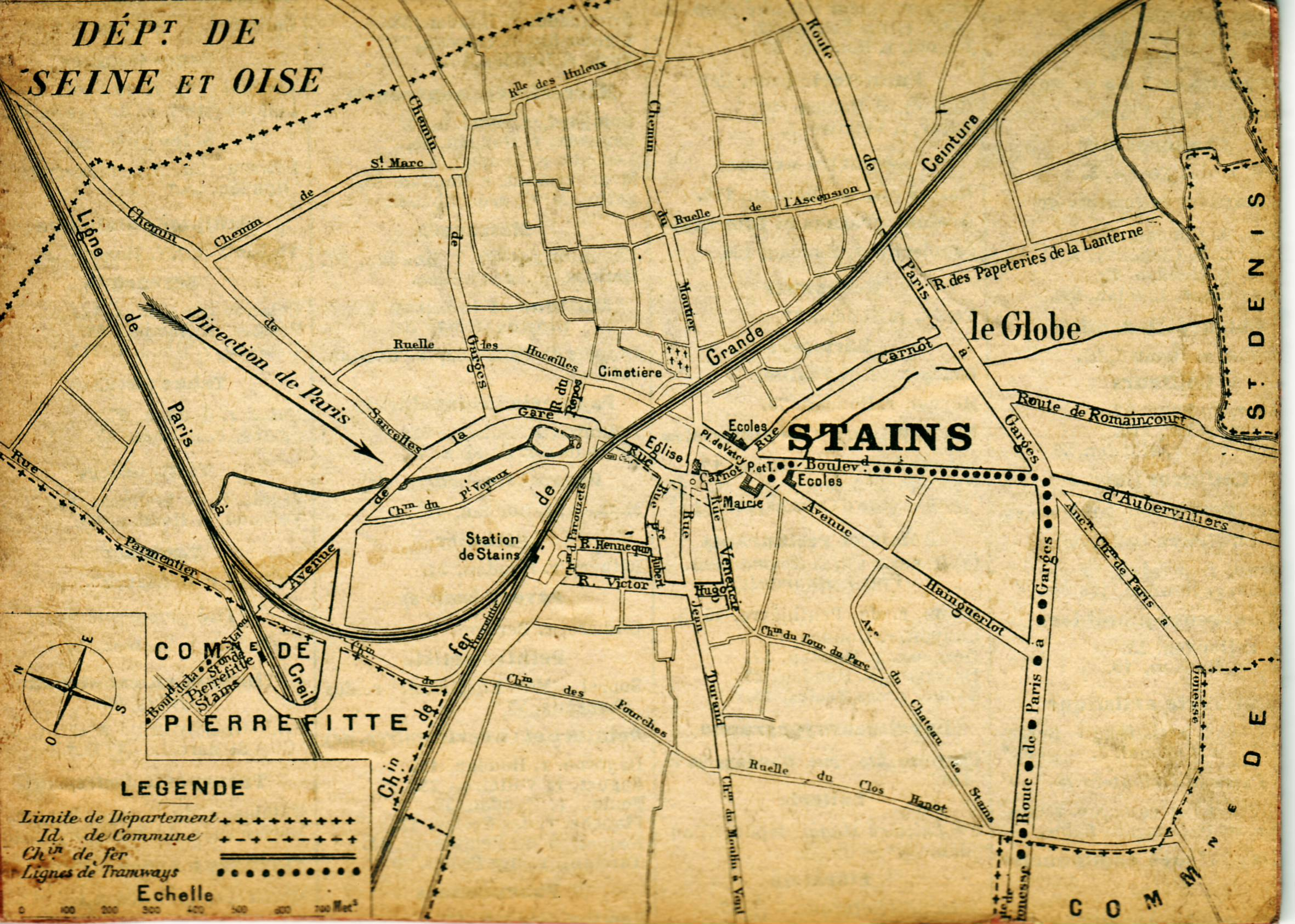
Plan à l'usage des livreurs, début du XXe siècle. On y distingue clairement le réseau hydrographique de la commune, ainsi que le tracé du tramway« SdS » venant de Saint-Denis par le Carrefour du Globe. La RN 301 passe encore par la rue Carnot.

La ligne Paris - Creil (RER D actuel) dessert la gare de Pierrefitte - Stains depuis la seconde moitié du XIXe siècle. En 1896, cette station était desservie par 13 trains allant sur Paris et 14 trains allant vers Creil, entre 5 heures du matin et minuit et demi.
La Grande Ceinture est une ligne de chemin de fer qui fait le tour de Paris depuis 1880 environ. Elle a accueilli des voyageurs jusqu'en 1939, et desservait la ville par la gare de Stains-Grande ceinture. En 1896, cette gare était desservie par quatre trains par jour dans chaque direction.
Un tramway électrique est exploité à partir du 1er juin 1910 entre Saint-Denis et la Place de Vatry à Stains. La ligne porte le nom de ligne sDS des TPDS, puis, après leur fusion dans la STCRP, l'indice de ligne 79.
La ligne est prolongée du Barrage de Saint Denis (actuelle Place du Général-Leclerc) à la porte de la Chapelle le 26 janvier 1923, mais pour une faible durée : le terminus est ramené au barrage de Saint Denis le 5 novembre 1923, avant la suppression complète de la ligne le 9 décembre 1935.
Le prolongement par les Chemins de fer de grande banlieue de cette ligne de tramway a été envisagé dans la convention de concession passée le 16 janvier 1907 entre le département de Seine-et-Oise et la compagnie, qui aurait permis d'atteindre Gonesse. Ce projet n'a pas été mis en œuvre.

Les anciens transports en commun de Stains
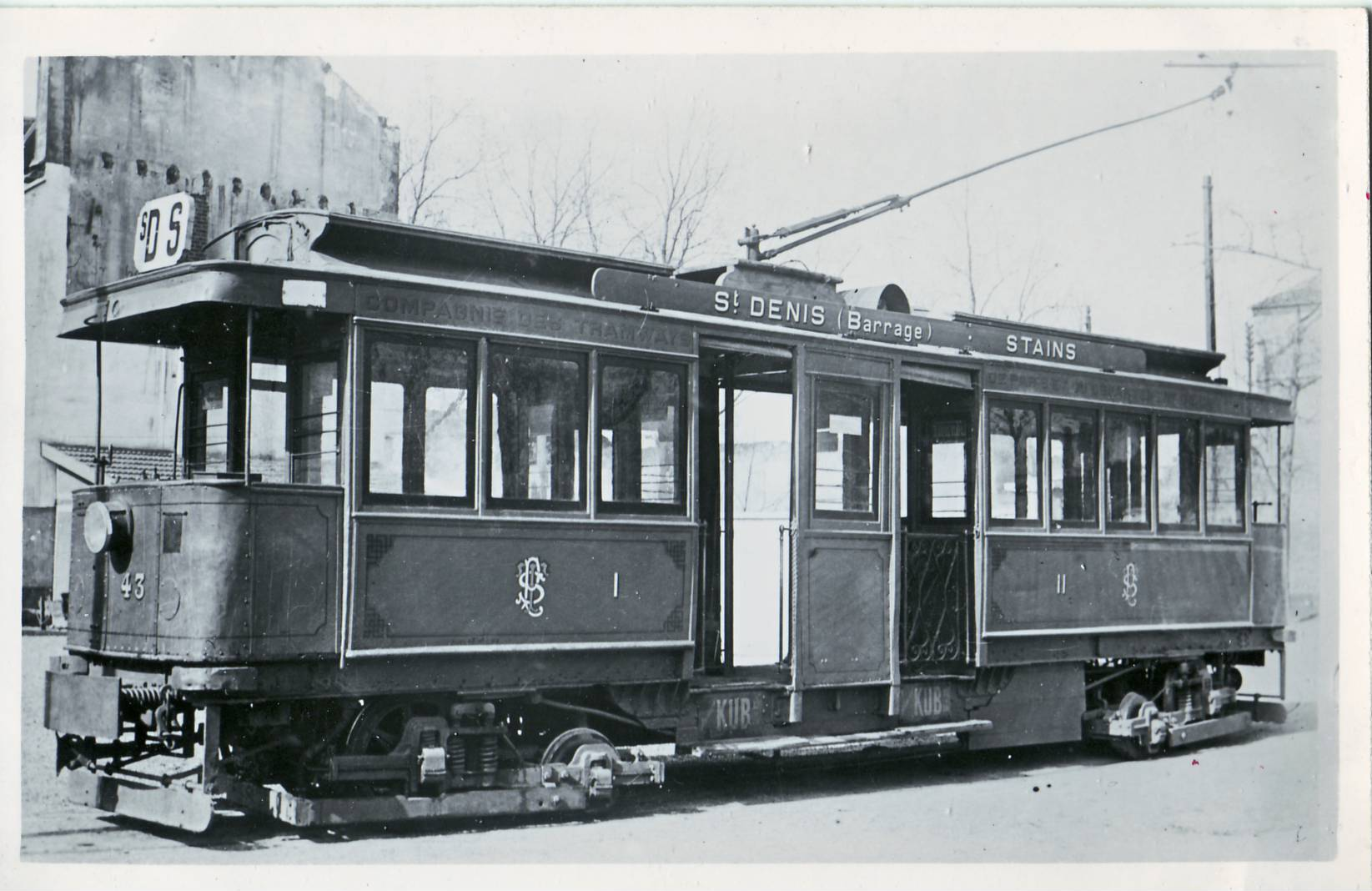
Le tramway desservait Stains depuis Saint-Denis.
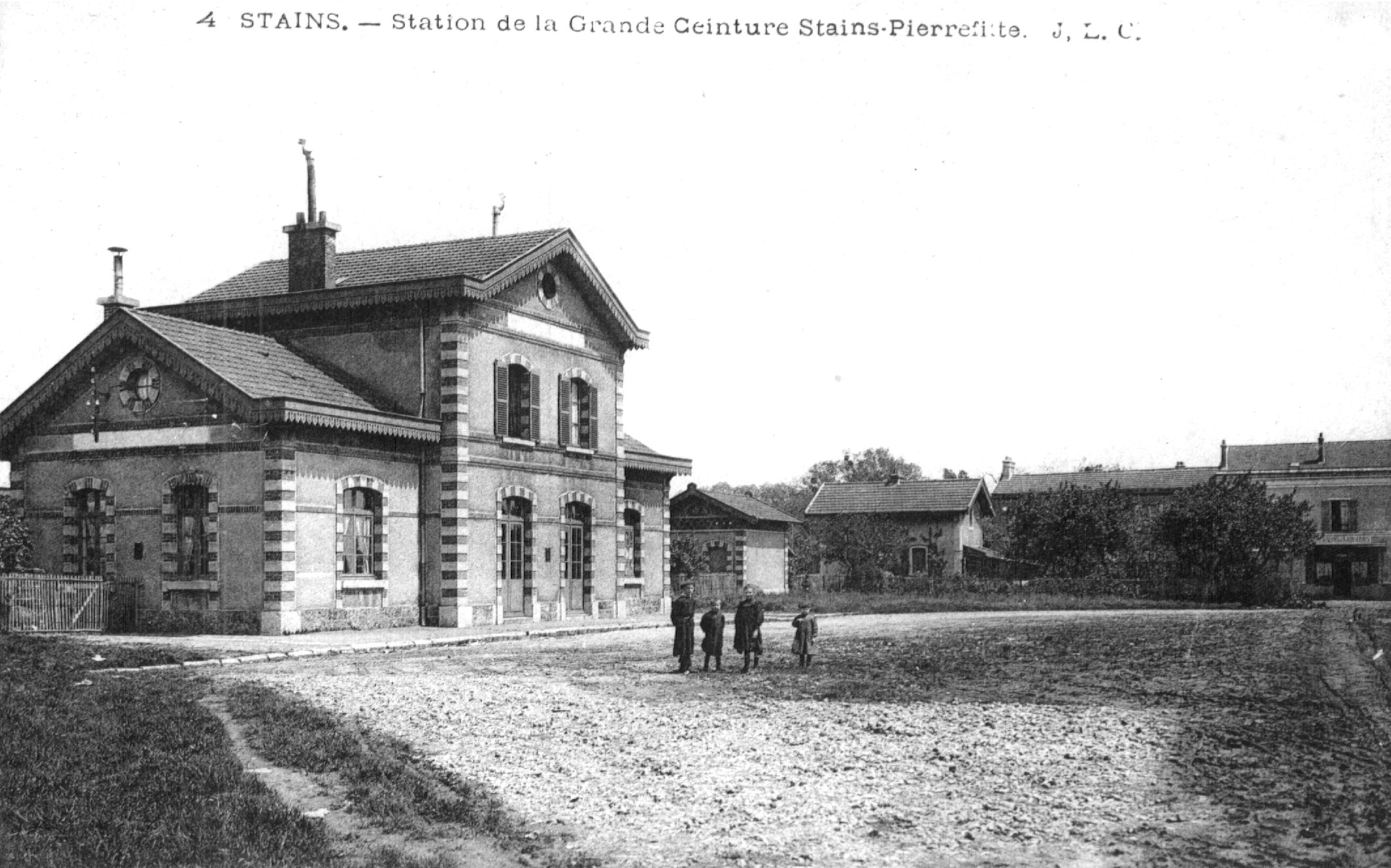
L'ancienne gare de Grande Ceinture.
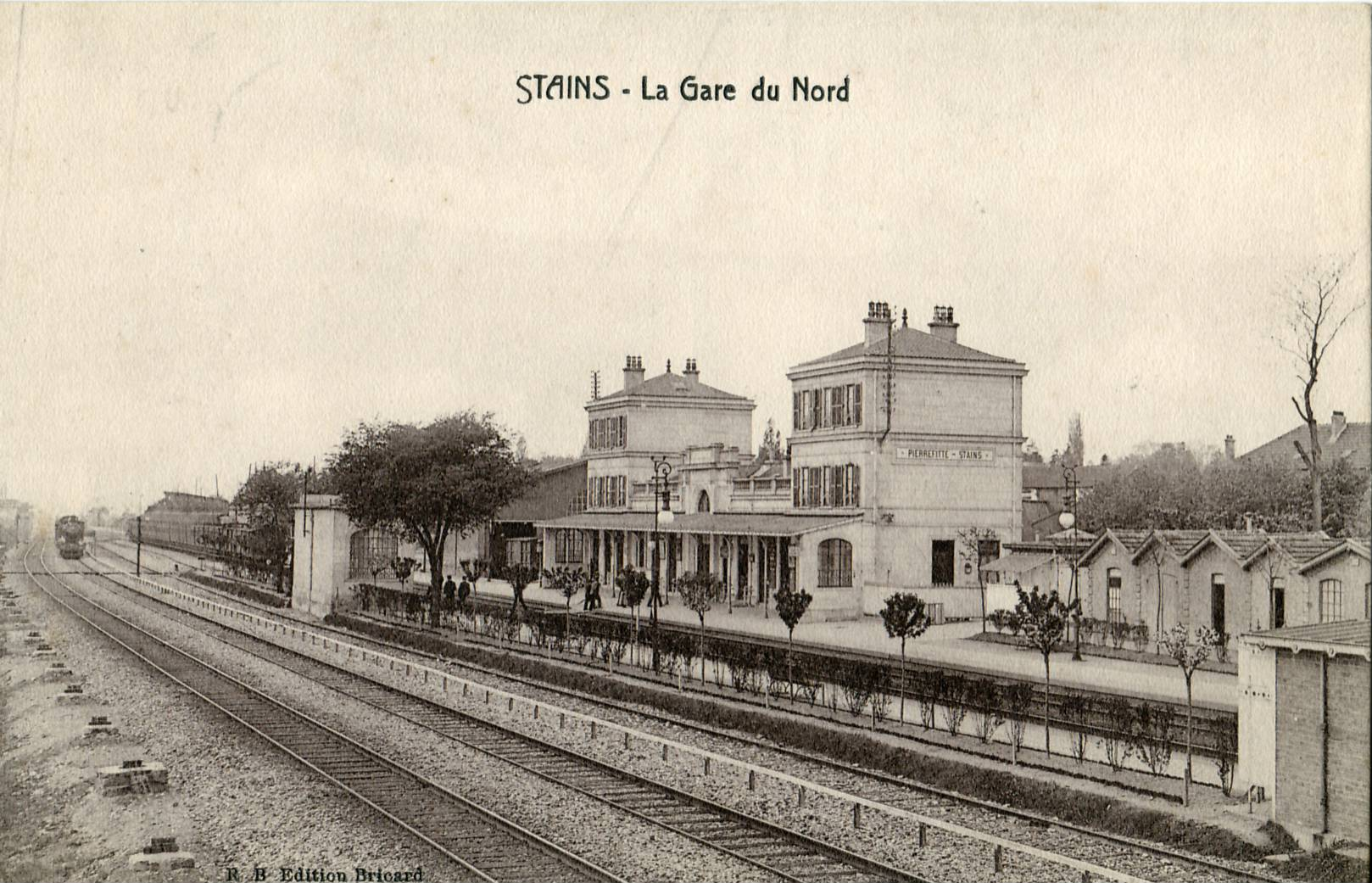
La station RER de Pierrefitte-Stains autrefois…

Stains au tout début du XXe siècle
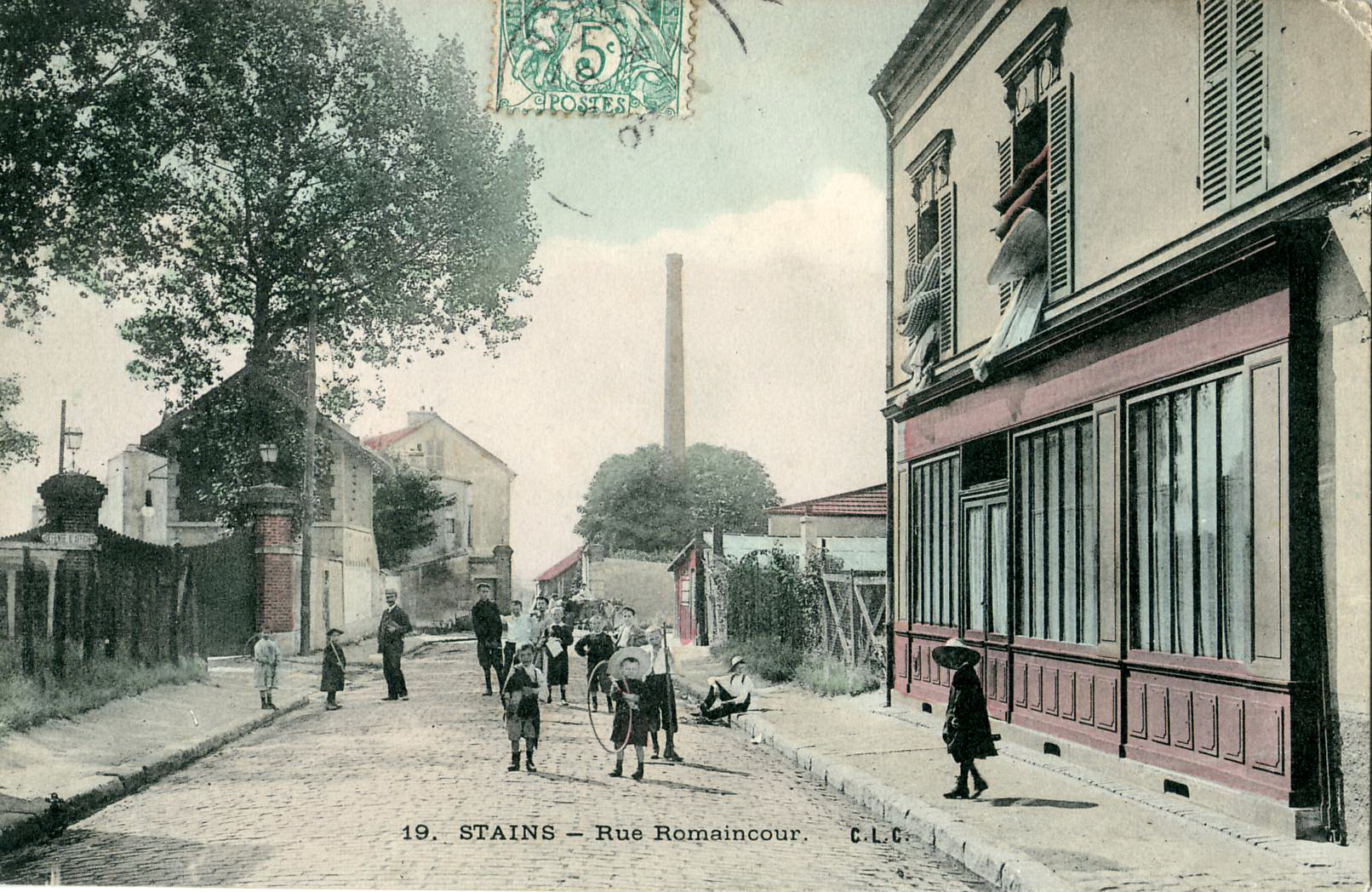
La rue Romaincourt, au début du XXe siècle.
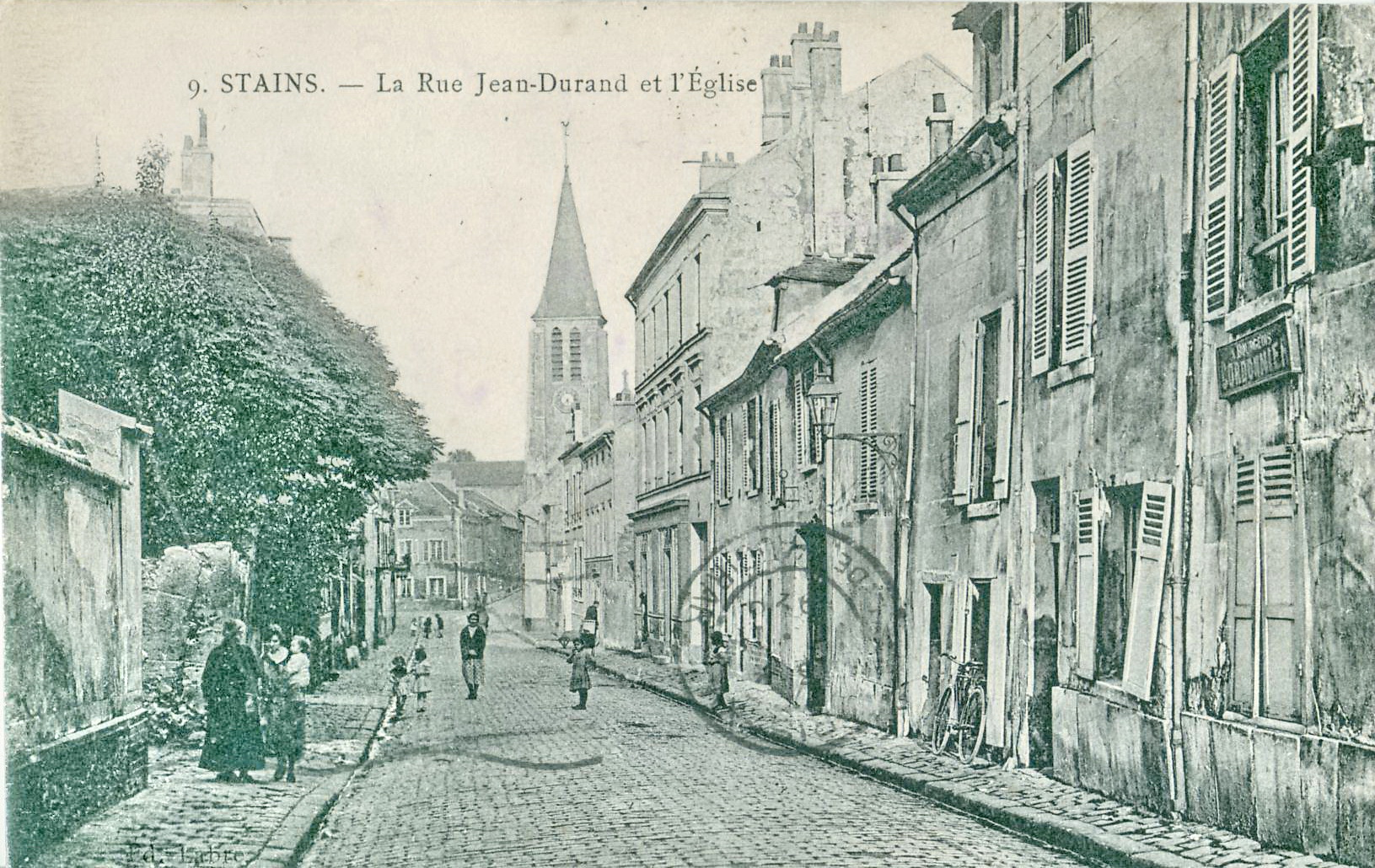
La rue Jean-Durand, au début du XXe siècle.
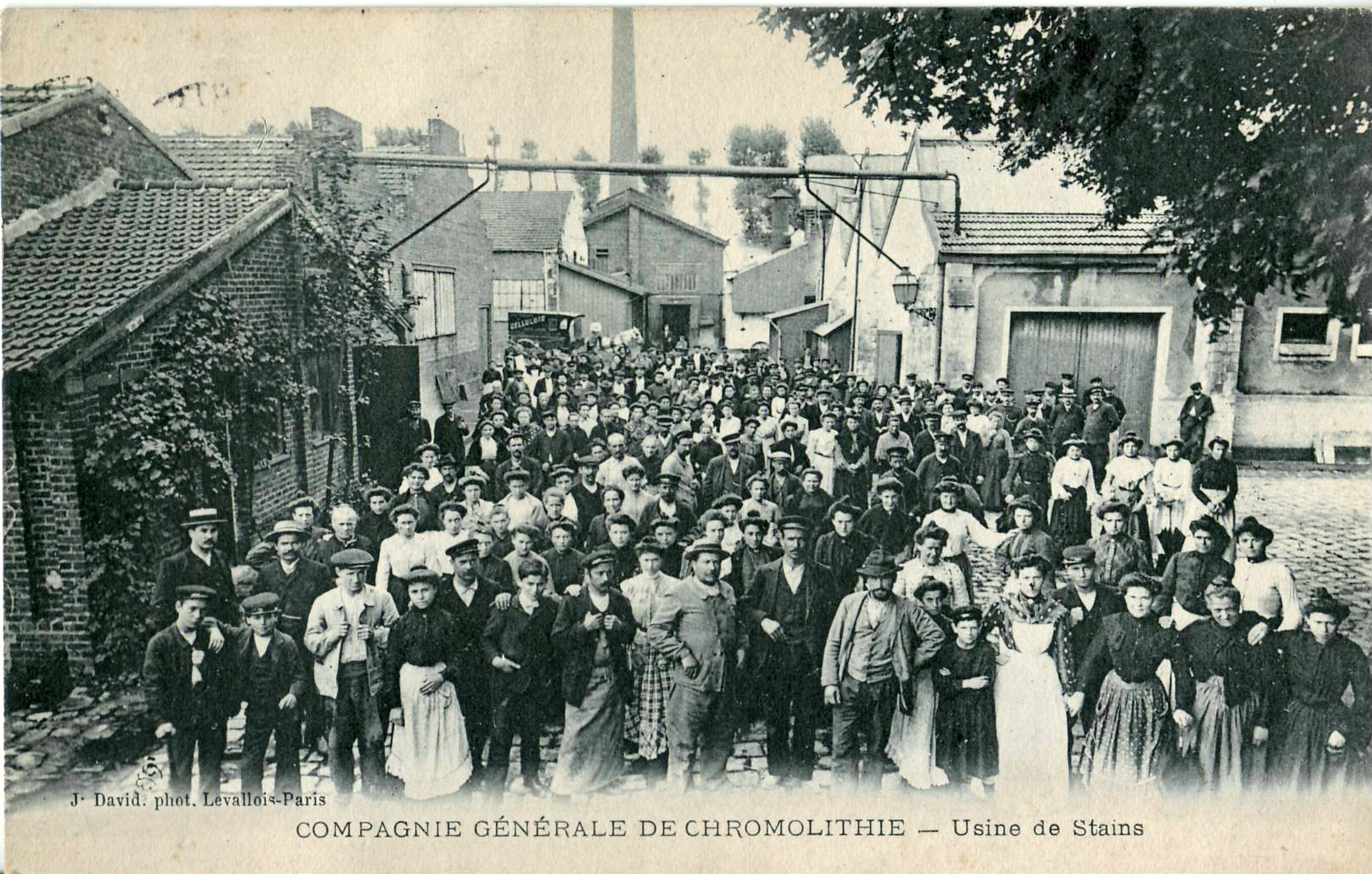
Une entreprise importante avant la Première Guerre mondiale, celle de la Compagnie française de Chromolithie.
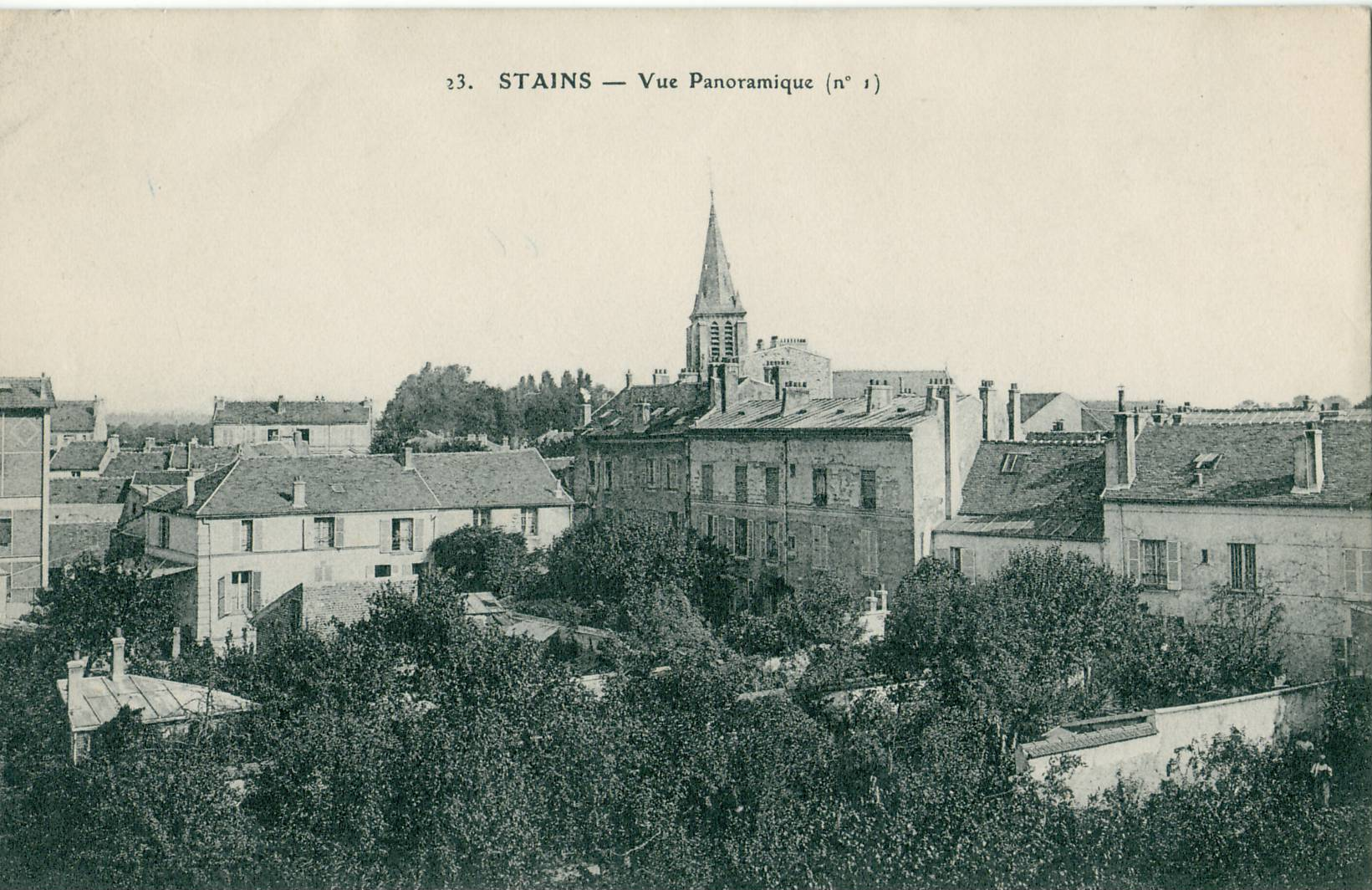
Une vue d'un Stains encore rural, au tout début du XXe siècle.
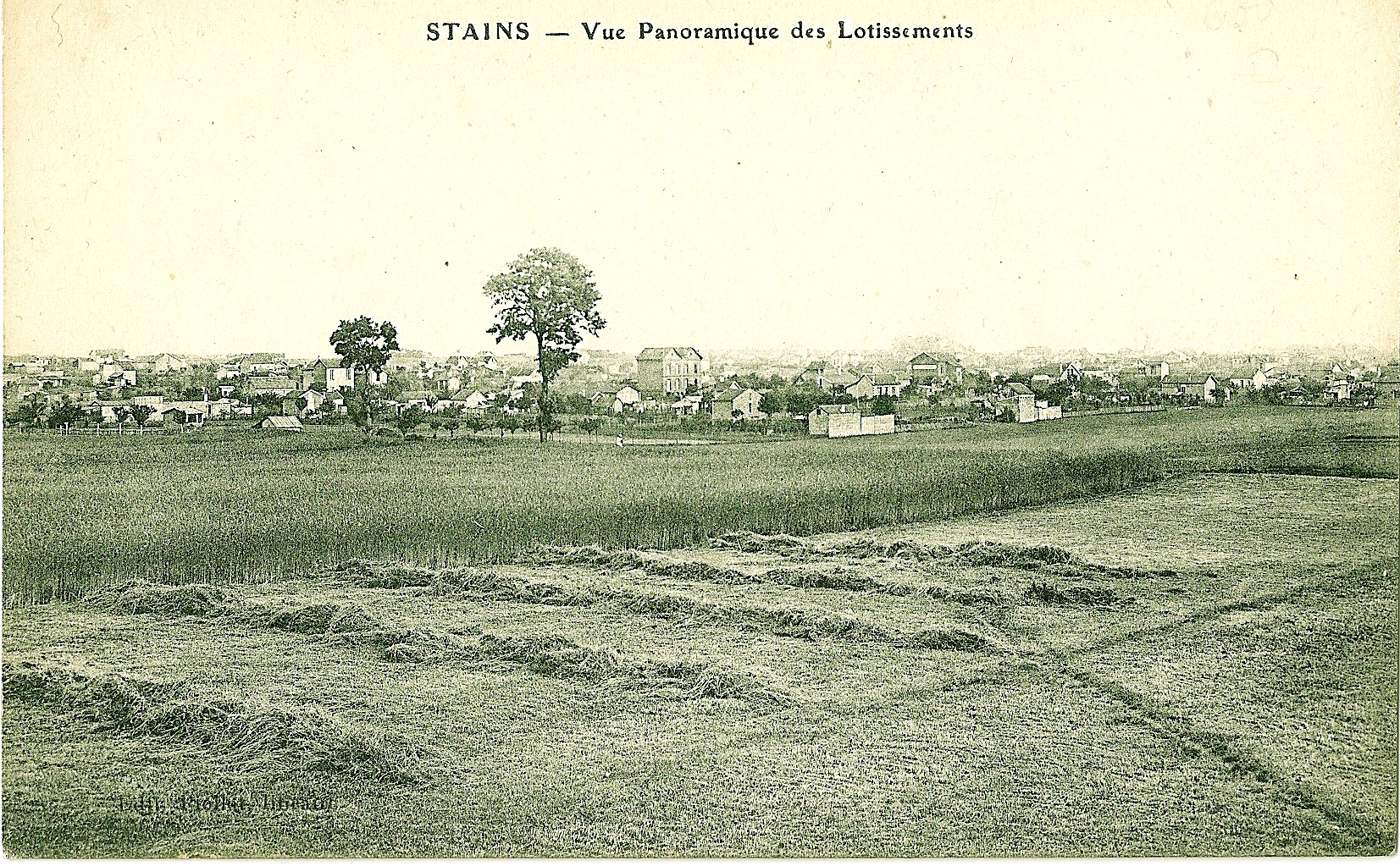
Derrière ce champ moissonné, une vue panoramique des lotissements de Stains (avant 1920).
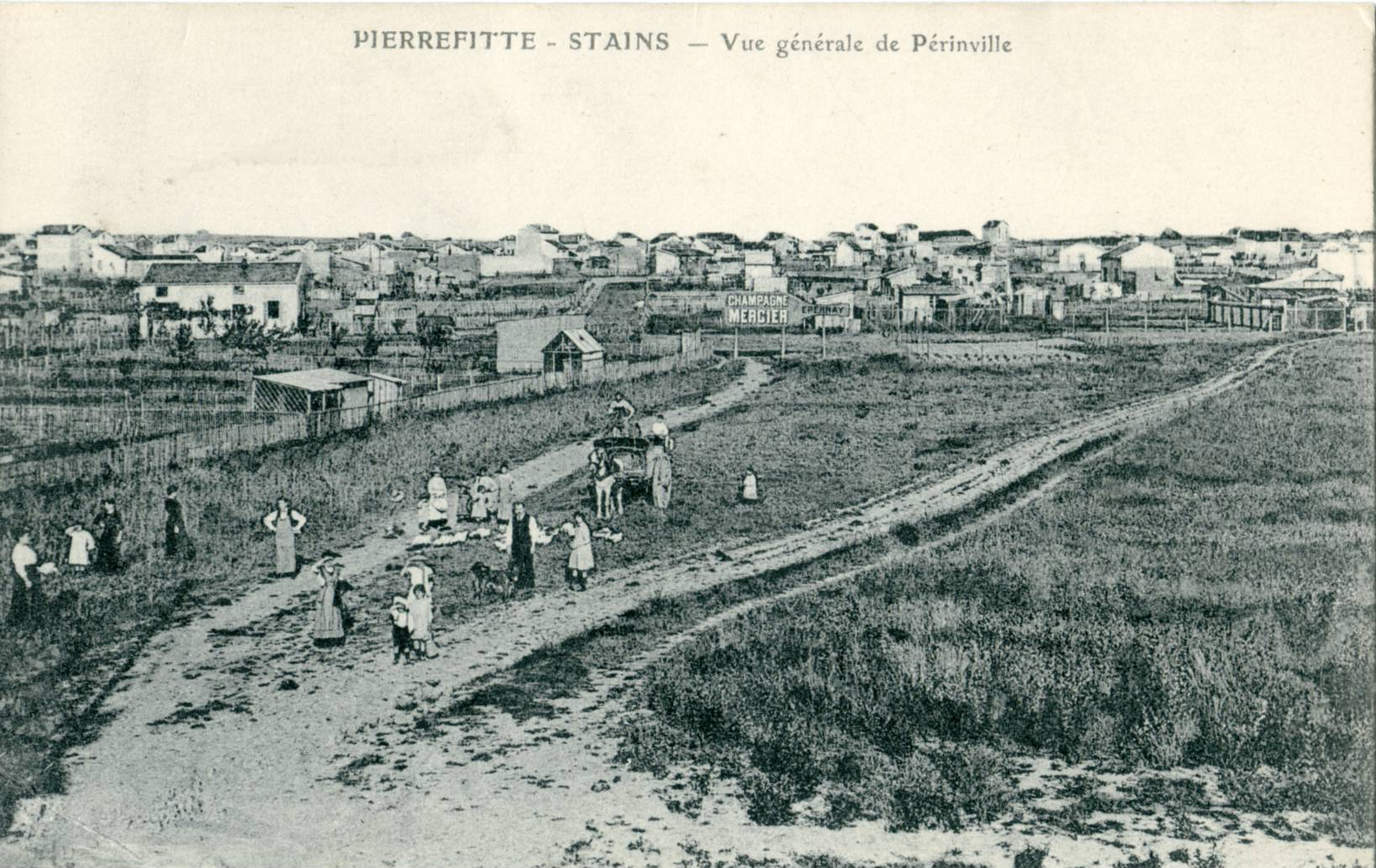
Dès la fin du XIXe siècle se construisent des lotissements à Stains, tels celui-ci, qui est manifestement mal viabilisé : le chemin n'est que de la boue.

## Politique et administration

### Rattachements administratifs et électoraux
Jusqu’à la loi du 10 juillet 1964, la commune faisait partie du département de la Seine. Le redécoupage des anciens départements de la Seine et de Seine-et-Oise fait que la commune appartient désormais à la Seine-Saint-Denis après un transfert administratif effectif le 1er janvier 1968. Elle est rattachée à l'arrondissement de Saint-Denis. Pour l'élection des députés, elle fait partie de la quatrième circonscription de la Seine-Saint-Denis.
Stains a fait partie de 1801 à 1893 du canton de Saint-Denis, année où il rejoint le canton d'Aubervilliers du département de la Seine. Lors de la création du département de la Seine-Saint-Denis, la commune devient le chef-lieu du canton de Stains. Dans le cadre du redécoupage cantonal de 2014 en France la commune intègre le canton de Saint-Denis-2.

### Intercommunalité
La commune a rejoint la communauté d'agglomération Plaine Commune le 1er janvier 2003, suivant l'avis de référendums populaires tenus le 29 septembre 2002.
Dans le cadre de la mise en œuvre de la volonté gouvernementale de favoriser le développement du centre de l'agglomération parisienne comme pôle mondial est créée, le 1er janvier 2016, la métropole du Grand Paris (MGP), dont la commune est membre.
La loi portant nouvelle organisation territoriale de la République du 7 août 2015 prévoit également la création de nouvelles structures administratives regroupant les communes membres de la métropole, constituées d'ensembles de plus de 300 000 habitants, et dotées de nombreuses compétences, les établissements publics territoriaux (EPT).
La commune a donc également été intégrée le 1er janvier 2016 à l'établissement public territorial Plaine Commune, qui succède à la communauté d'agglomération éponyme.

### Tendances politiques et résultats
Pour les échéances électorales de 2007, Stains fait partie des 82 communes de plus de 3 500 habitants ayant utilisé les machines à voter.

#### Élections municipales
Le maire sortant PCF Michel Beaumale, est réélu en 2008 au premier tour avec 53,4 % des suffrages exprimés.
En 2014, fait historique, la liste de gauche conduite par le PCF Azzédine Taïbi — Michel Beaumale ne se représentant pas — n'est pas élue dès le premier tour. La droite conduite par l'UMP Julien Mugerin impose un second tour mais la gauche l'emporte avec 50,33 % des voix. 
La liste  PCF - PS - LFI - EÉLV - G·s - PRG que conduit Azzédine Taïbi aux municipales de 2020 remporte l'élection dès le premier tour avec 57,88 % des voix, devançant la liste  	DVD - LR - UDI - SL - LC - LGM de Julien Mugerin qui obtient 30,19 %.

#### Élections départementales
En 2015, le premier tour de l'élection départementale donne les scores suivants à Stains : Silvia Capanema et Azzedine Taibi (Front de gauche) 43,07%, Julien Mugerin et Éveline Nicol (Droite) 21,33%, Céline Le Huu et  Ulrich Rougé (FN) 16,87%, Najia Amzal et Corentin Duprey (PS) 11,30%, Habiba M'Ghizou et Slimane Rabahallah (DVG) 3,79%, Mansoria Abbou et  Rosan Hurtus (DIV) 2,28%, Yves Gras et Nathalie Labbe (EXG) 1,36%.
Le binôme socialiste arrivé deuxième sur l'ensemble du canton au premier tour ne se maintient pas et permet au maire d'être élu conseiller départemental en binôme avec Silvia Capanema avec un score de 100% sur le canton de Saint-Denis-2.

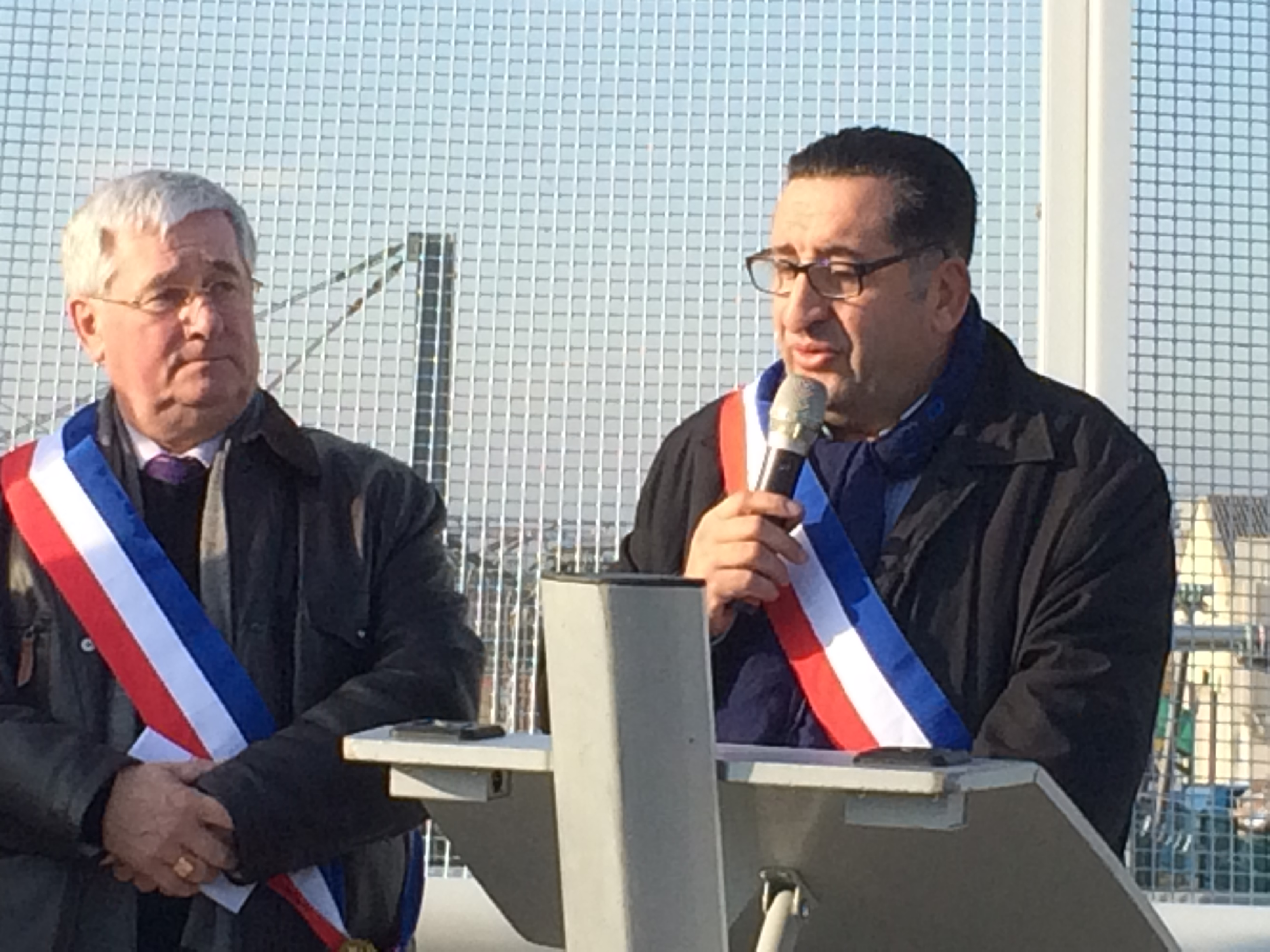
Michel Fourcade (maire-délégué de Pierrefitte) et, à droite, Azzedine Taibi

### Liste des maires
| Période      | Période                         | Identité                    | Étiquette    | Qualité |
| ------------ | ------------------------------- | --------------------------- | ------------ | --- |
| 1789         | 1793                            | Jean-Louis Veilly           |              | |
| 1793         | 1794                            | François, Gérome Crocquefer |              | |
| 1794         | 1814                            | Antoine Garde               |              | |
| 1814         | 1824                            | Louis-Claude Bonnemain      |              | |
| 1824         | 1829                            | François Bernanada          |              | |
| 1830         | 1846                            | Toussaint Beaudoin          |              | |
| 1847         | 1852                            | Alphée De Vatry             |              | |
| 1852         | 1857                            | Ferdinant Aubert            |              | |
| 1858         | 1860                            | Jean-Baptiste Cayron        |              | |
| 1860         | 1865                            | Pierre Bonnemain            |              | |
| 1865         | 1878                            | Nicolas Grivot              |              | |
| 1878         | 1878                            | Ernest Cerf                 |              | |
| 1878         | 1888                            | Jean-Pierre Aubert          |              | |
| 1888         | 1889                            | Georges Langlois            |              | |
| 1890         | 1890                            | Léopold Lecuyer             |              | |
| 1890         | 1896                            | François Begue              |              | |
| 1896         | 1902                            | Charles Solon               |              | |
| 1902         | 1903                            | Auguste Comparois           |              | |
| 1903         | 1916                            | François Begue              |              | |
| 1917         | 1919                            | Charles Paty                |              | |
| 1919         | 1921                            | Marc Disset                 |              | |
| 1921         | 1929                            | Michel-Léon Brochet         |              | |
| 1929         | 1935                            | Henri Remond                |              | |
| 1935         | octobre 1939                    | Jean Chardavoine            | PCF          | Manœuvre spécialisé à la Compagnie des chemins de fer du Nord Conseiller général d'Aubervilliers-Est (1935 → 1939) Conseiller général de Saint-Denis-Est (1945 → 1953) Conseil municipal suspendu par le gouvernement Daladier                                                                      |
| octobre 1939 | mai 1941                        | Henri Bouveyron             |              | Nommé président de la délégation spéciale par le gouvernement Daladier |
| mai 1941     | 1944                            | Edmond Podeur               |              | Nommé par le régime de Vichy |
| 19 août 1944 | mars 1977                       | Louis Bordes,               | PCF          | Modeleur-mécanicien, résistant Conseiller général de Stains (1967 → 1976) Chevalier de la croix de guerre avec étoile d’argent Médaillé de la Résistance, chevalier de la Légion d'honneur Président du comité local de libération, puis président de la délégation spéciale puis élu maire en 1945 |
| mars 1977    | 1996                            | Louis Pierna                | PCF          | Député de Seine-Saint-Denis (4e circ.) (1988 → 1997) Démissionnaire |
| 1996         | 2014                            | Michel Beaumale             | PCF          | Vice-président de Plaine Commune (2003 → 2014) |
| avril 2014   | En cours (au jeudi 2 juin 2022) | Azzédine Taïbi              | PCF puis DVG | Conseiller général de Stains (2001 → 2015) Conseiller départemental de Saint-Denis-2 (2015 → ) Vice-président de Plaine Commune (2014 → ) Réélu pour le mandat 2020-2026 |

### Instances de démocratie participative
La commune s'est dotée en 2010 d'un conseil municipal d'enfants.
Les enfants âgés de huit à onze ans ont élu en novembre 2017 leurs nouveaux représentants.

### Politique de développement durable
Le fleurissement de la commune est assuré par les services de Plaine Commune. Elle a obtenu deux fleurs en 2007 au concours des villes et villages fleuris.
Compte tenu des améliorations constatées par l’association nationale des Villes et Villages Fleuris, celle-ci a accordé une troisième fleur à la commune en 2017.

### Jumelages
La ville est jumelée avec :
- Luco dei Marsi (Italie) depuis le 15 décembre 2000 : Collaboration multilatérale dans les domaines du sport, du tourisme, de l’environnement, du développement dans le domaine des NTIC, permettant la valorisation des richesses culturelles réciproques.
- Cheshunt (Royaume-Uni) depuis 1965 : Jumelage traditionnel
- Saalfeld (Allemagne) depuis le 4 mai 1964 : Jumelage pour des projets communs de paix et de collaboration entre les peuples allemand et français.
- Am'ari (Palestine) depuis le 15 janvier 1999 : Coopération multilatérale avec le camp de réfugiés palestiniens d'Am'ari en Cisjordanie, en solidarité avec les forces de paix dans la région.
- Mengueme (Cameroun) depuis 2000 : Accord de coopération portant sur la santé, l’éducation, l’assainissement, l’électrification rurale, la préservation de l’écosystème, le développement de l’agriculture, de l’élevage mais aussi de la culture, du sport et du tourisme.
- Figuig (Maroc) depuis le 18 octobre 2002 Accord de coopération portant sur la citoyenneté des jeunes, les échanges culturels, la santé et la prévention, le développement local, l’urbanisme et l’environnement

### Distinctions et labels
En 2010, la commune de Stains a été récompensée par le label « Ville Internet @@ ».

### Fresque
En juin 2020 des artistes locaux réalisent une fresque qui représente les visages d'Adama Traoré et de George Floyd, qu'ils considèrent tous deux victimes de violences policières, avec en surplomb la phrase «Contre le racisme et les violences policières». En juillet 2020, le maire de la commune est mis en demeure de modifier la fresque en enlevant le mot « policières ».

## Équipements et services publics

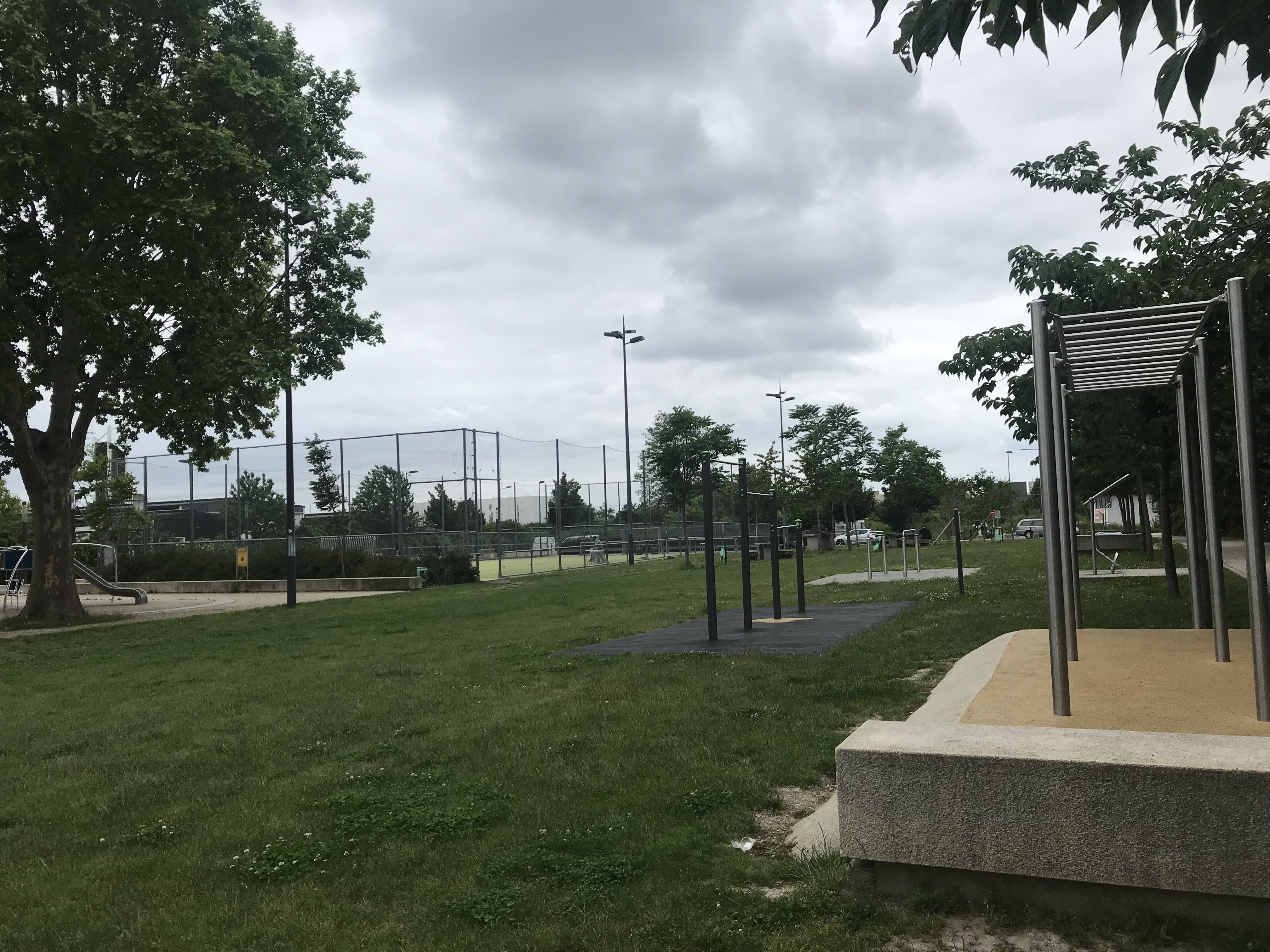
Espace sportif de Stains.

### Enseignement
La commune accueille le lycée Utrillo (en), ainsi que 3 collèges publics : Joliot-Curie, Pablo Neruda et Barbara.
Elle accueille les écoles élémentaires Anatole France, Elsa Triolet, Victor Renelle et les écoles maternelles Romain Rolland, Paul Langevin,Victor Hugo, Jean Moulin, Guillaume Apollinaire André Lurçat et Guy Moquet.
La commune contient aussi l'ensemble scolaire privé Sainte Marie.

### Équipements culturels/sportifs
La salle de théâtre de la Cité-jardin, rénovée et rééquipée, sert de salle de théâtre, l'espace Paul-Éluard .
Le Central, cinéma de quartier fermé depuis 1969, devient en 1989 le Studio Théâtre où s'installe la compagnie du même nom créée en 1984 par Xavier Marcheschi et Marjorie Nakache.
La ville dispose également d'une école de musique et de danse, de trois médiathèques (Louis-Aragon, Saint-Just, La Maison du Temps Libre) du réseau des médiathèques de Plaine Commune…
On y trouve plusieurs lieux de divertissement : une piscine municipale (Renée Rousseau), des gymnases (Anatole France, Jean Guimier, Léo Lagrange), un centre municipale d'initiation sportive, des associations sportives et un parc des sports aux abords de Stains (Marville).

### Santé
La commune dispose :
- d'une clinique
- d'un centre de santé
- d'un centre dentaire et d'ophtalmologie

## Population et société

### Démographie
L'évolution du nombre d'habitants est connue à travers les recensements de la population effectués dans la commune depuis 1793. Pour les communes de plus de 10 000 habitants les recensements ont lieu chaque année à la suite d'une enquête par sondage auprès d'un échantillon d'adresses représentant 8 % de leurs logements, contrairement aux autres communes qui ont un recensement réel tous les cinq ans,.

En 2022, la commune comptait 40 600 habitants, en évolution de +2,48 % par rapport à 2016 (Seine-Saint-Denis : +4,67 %, France hors Mayotte : +2,11 %).
| 1793  | 1800 | 1806 | 1821 | 1831 | 1836 | 1841 | 1846  | 1851 |
| ----- | ---- | ---- | ---- | ---- | ---- | ---- | ----- | ---- |
| 1 080 | 987  | 809  | 829  | 946  | 936  | 993  | 1 046 | 932  |

| 1856  | 1861  | 1866  | 1872  | 1876  | 1881  | 1886  | 1891  | 1896  |
| ----- | ----- | ----- | ----- | ----- | ----- | ----- | ----- | ----- |
| 1 038 | 1 280 | 1 571 | 1 448 | 1 577 | 1 868 | 2 288 | 2 500 | 2 707 |

| 1901  | 1906  | 1911  | 1921  | 1926   | 1931   | 1936   | 1946   | 1954   |
| ----- | ----- | ----- | ----- | ------ | ------ | ------ | ------ | ------ |
| 2 959 | 3 102 | 3 584 | 5 641 | 10 081 | 14 539 | 17 604 | 18 382 | 19 028 |

| 1962   | 1968   | 1975   | 1982   | 1990   | 1999   | 2006   | 2011   | 2016   |
| ------ | ------ | ------ | ------ | ------ | ------ | ------ | ------ | ------ |
| 27 503 | 32 169 | 35 545 | 36 079 | 34 879 | 32 839 | 34 670 | 34 830 | 39 618 |

| 2021   | 2022   | - | - | - | - | - | - | - |
| ------ | ------ | - | - | - | - | - | - | - |
| 40 359 | 40 600 | - | - | - | - | - | - | - |

## Économie
En 2015, la population stanoise active était de 13 756 personnes. Le taux de chômage de 22.1%, représente plus du double de la moyenne nationale (11.0%).
En 2008 la ville compte 494 entreprises. Les principales sont Carrefour (hypermarché du Globe, avec 395 salariés), la clinique de l'Estrée (320 salariés) et Kremlin-Rexon (groupe Exel Industries fabrication d'équipements de pulvérisation de produits liquides, 250 salariés).
Une zone franche urbaine a été instaurée sur le territoire de la commune de Stains et concernait notamment la ZAC du Bois-Moussay.
En 2019 se bâtit au pied de la gare du T11 un centre d'affaires de 25 000 m2 (sur la limite communale avec Pierrefitte) qui doit accueillir un centre de recherche d’Engie, le Crigen (250 emplois), mais également un centre de formation de Total.

## Culture locale et patrimoine

### Lieux et monuments

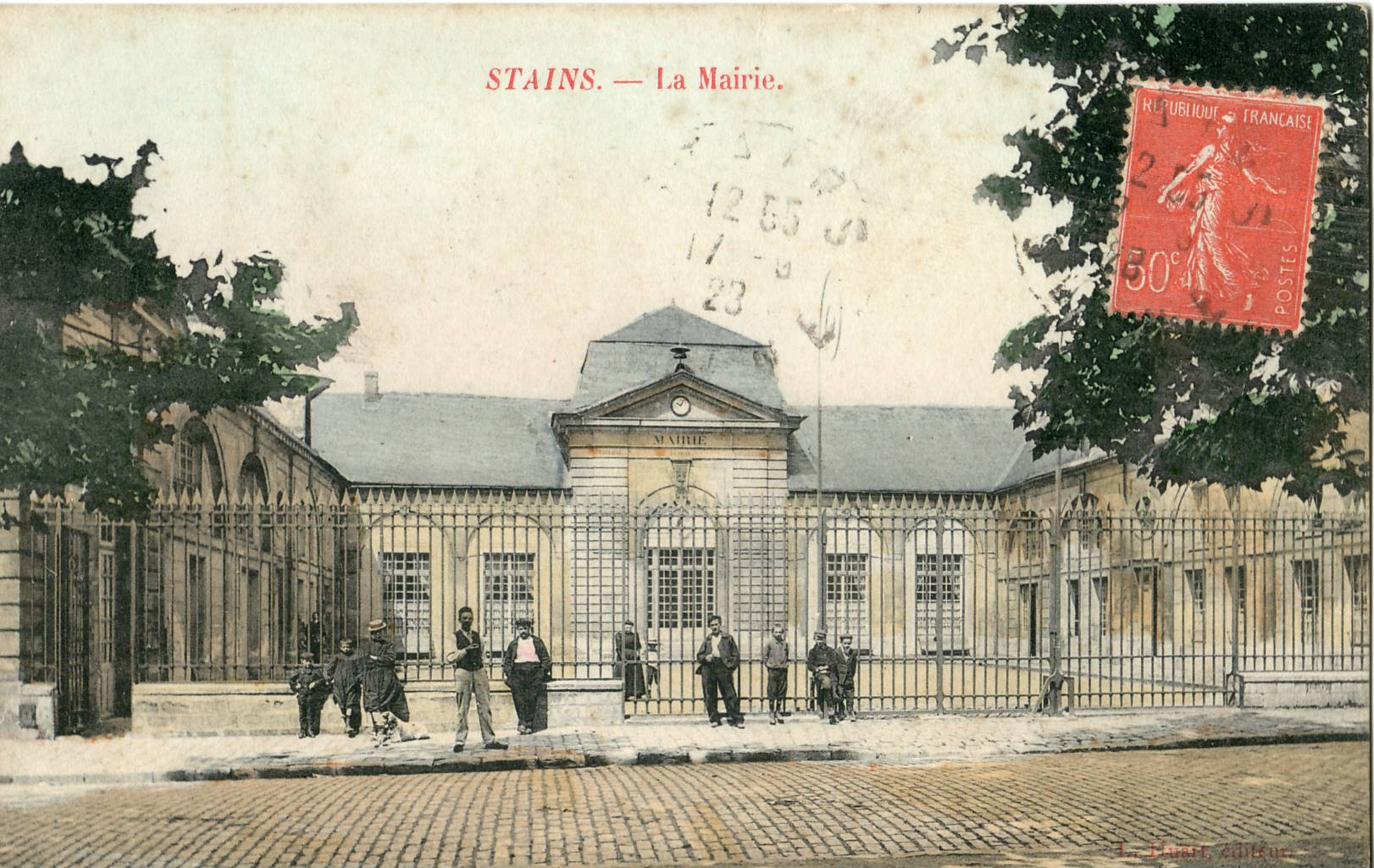
photographie de la mairie de Stains dans les années 1920

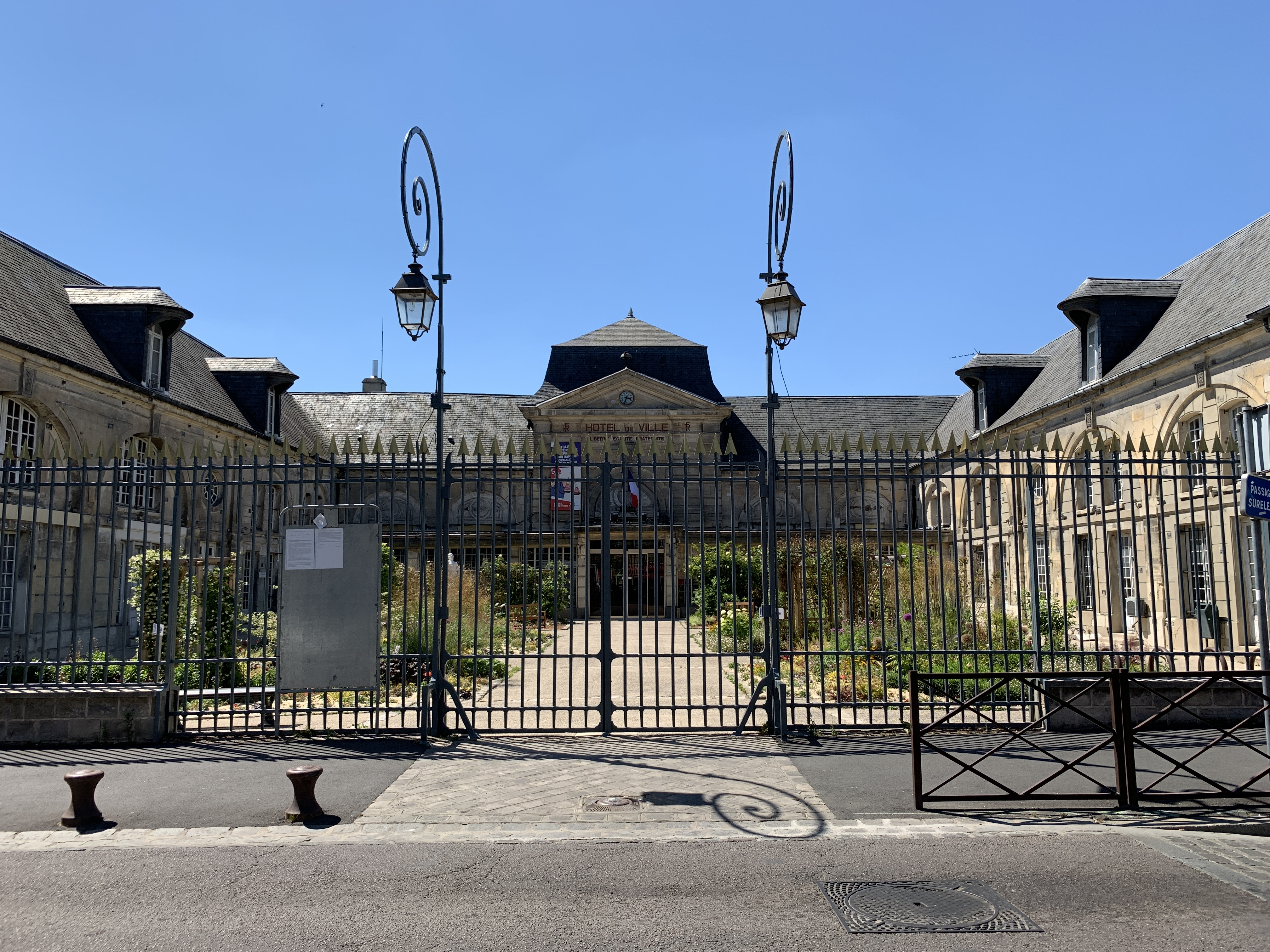
photographie de la mairie de Stains dans les années 2020.

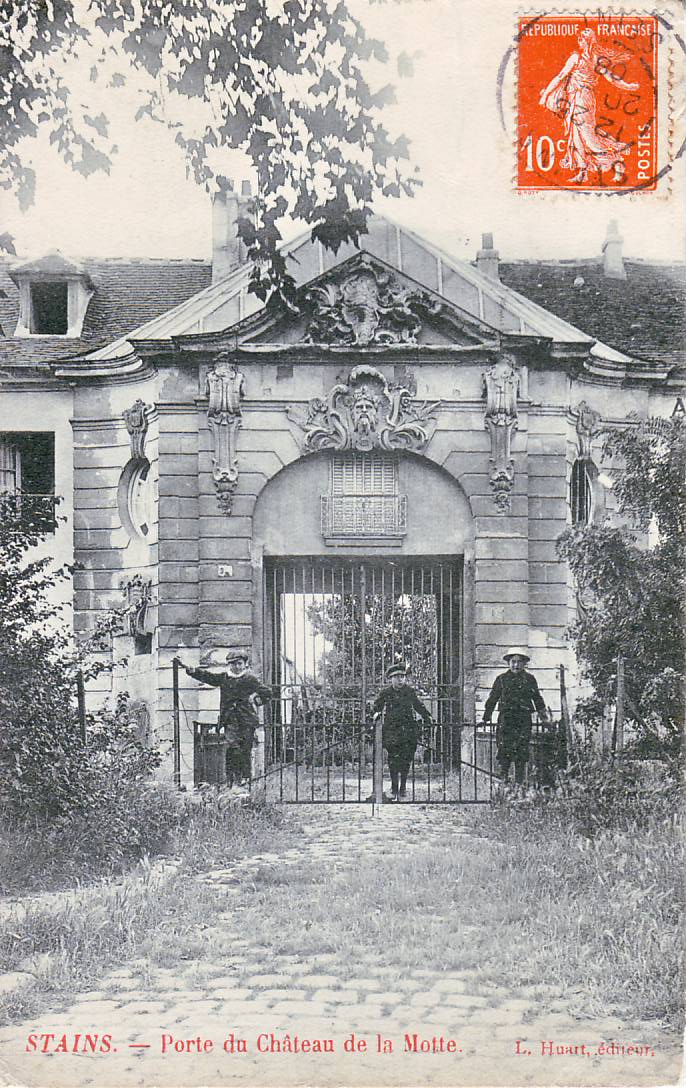
La porte monumentale est tout ce qui subsiste du château de la Motte.

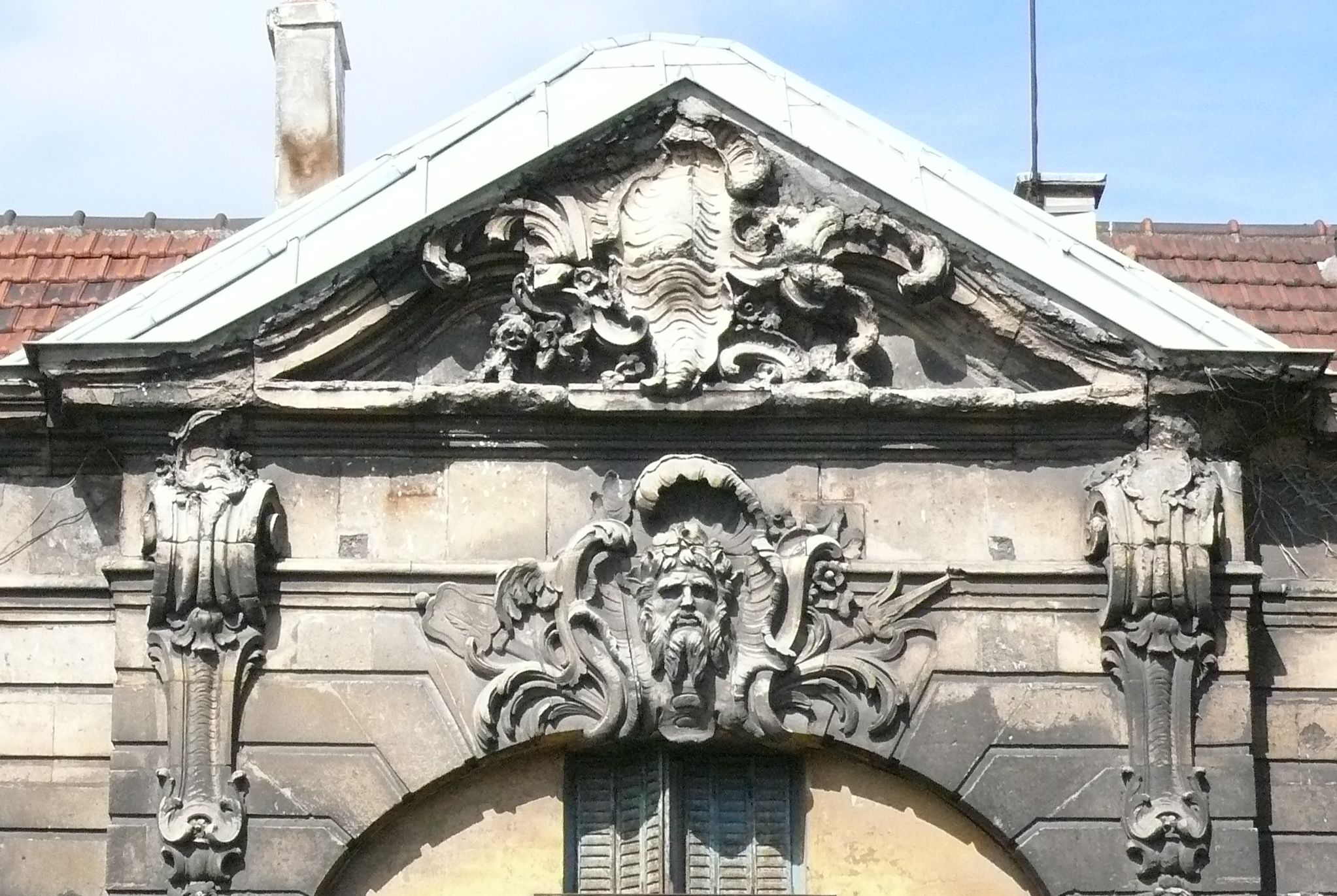
Détail du fronton du château de La Motte.

- Une partie du parc de La Courneuve se trouve sur le territoire de la commune.
- Château et parc de Stains, puis cité-jardin - Le 13 mai 1714, Charles-Louis Félix a vendu la seigneurie de Stains à Toussaint Bellanger (vers 1662-1740), trésorier général du sceau de la chancellerie de France et ancien notaire au Châtelet de Paris entre 1690 et 1710[73]. Il fait construire le château de Stains[74] et son parc par Armand-Claude Mollet, architecte du roi, au XVIIIe siècle[75]. Toussaint Bellanger et sa femme, Agnès Préaud, ont été enterrés dans le chœur de l'église de Stains. Le château a été gravement endommagé pendant la guerre de 1870. En subsistent certains communs, dont les écuries, acquises par la commune en 1883, et qui abritent depuis l'hôtel de ville. Le parc du château, acquis par l'Office départemental d'HBM de la Seine (OPDHBMDS), a été loti pour devenir la Cité-Jardin.
- Mairie. – Le 5 avril 1883, le conseil municipal vota l'acquisition des écuries et remises de l’ancien château de Stains, dont la famille Hainguerlot était propriétaire, comme héritière de Mme de Vatry. La vente eut lieu au prix de 33 000 francs. La restauration, exécutée en 1884, coûta 30 000 francs.
Le bâtiment est situé avenue Hainguerlot, presque à l'angle de la rue Carnot. La superficie du terrain est de 28 ares 71 centiares. Il est composé d’un corps de logis avec cinq immenses fenêtres en façade, en retrait avec deux ailes reliées par une grille monumentale.
- Le château de la Motte, attesté en 1361 en tant que fief de la châtellenie de Montmorency[76], a été détruit en 1819 à l'exception de quelques dépendances, et il n'en subsiste que le porche, réalisé en style rocaille par René Douin vers 1740[77]. Cet élément a été inclus dans le bâtiment de la nouvelle médiathèque Louis Aragon de Stains, inaugurée en mars 2018.
- L'église Notre-Dame-de-l'Assomption a été construite dans la seconde moitié du XVIe siècle, recevant sa dédicace le 10 juin 1560 d'Eustache du Bellay, évêque de Paris[78],[79]. Les voûtes ont été reconstruites après les bombardements de la guerre de 1870 et le clocher abattu en 1950. Elle a été peinte par Maurice Utrillo dans le tableau Église de Stains (huile sur toile, 74 × 90 cm, Galerie Pétridès, c. 1930). 
Elle abrite un maître-autel et un retable classés monuments historiques. L'édifice a été fermé au public en 1995 à cause de risques d'écroulement. Malgré de nombreux mouvements des fidèles stanois, aucun projet de rénovation n'était encore prévu à cause du coût élevé des travaux (7 millions d'euros) et du manque de ressources de la ville. Néanmoins, des travaux seront entrepris en mai 2012 pour une durée de deux ans[80].
- Un second lieu de culte catholique, bien plus modeste, est la chapelle Notre-Dame-des-Peuples, située en lisière du clos Saint-Lazare et en bordure de la zone des Tartres. Construite en 1969, elle a été complètement rénovée en 2010-2012[81]

La commune compte un patrimoine important de jardins ouvriers, notamment au nord de la rue du Moutier. Dans cette rue, à l'angle de la rue Michel-Rolnikas, se trouve aussi le cimetière communal de Stains, lieu de sépulture de la ville.

#### la Cité-jardin

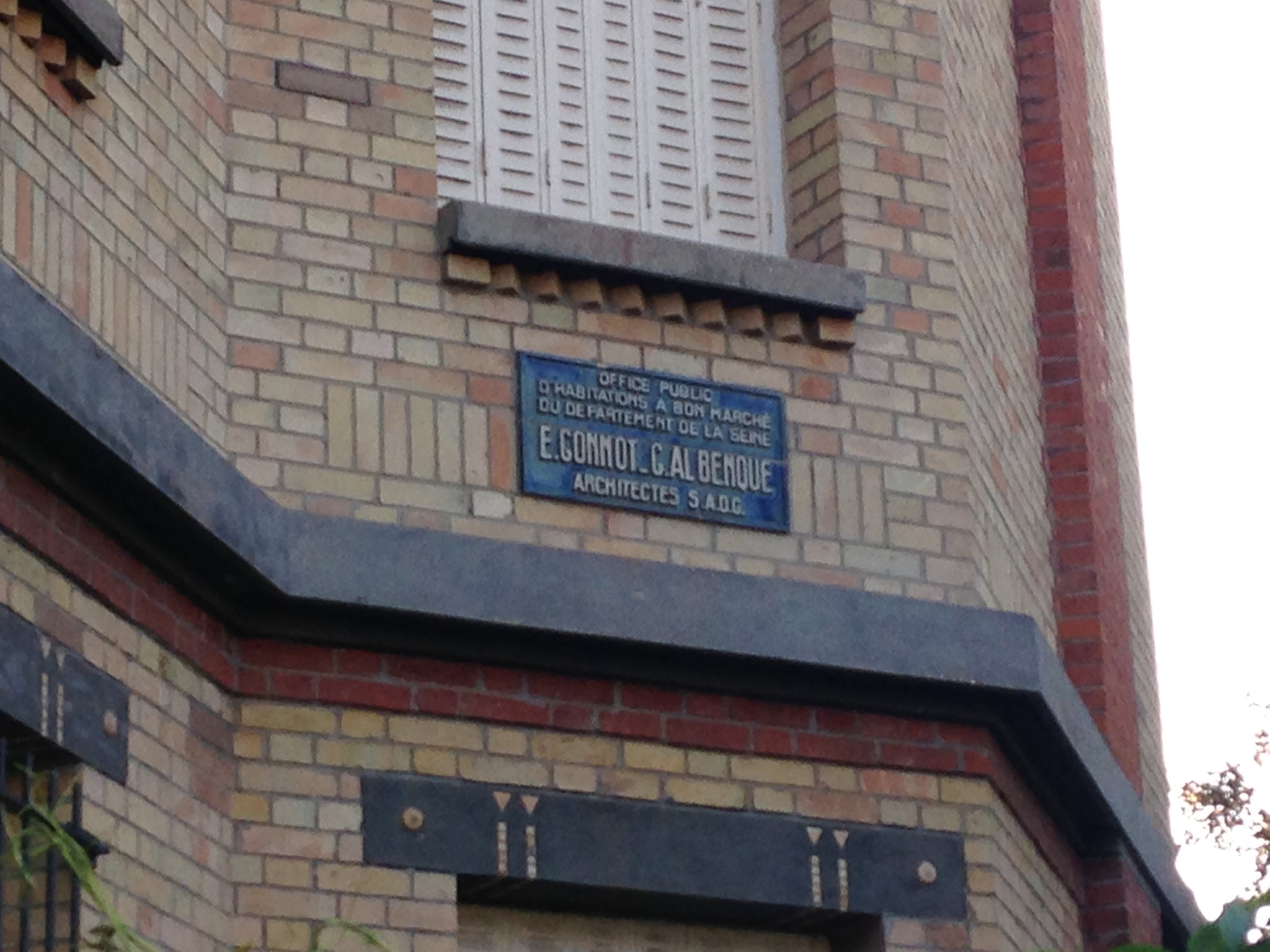
Détail d'un bâtiment de la cité-jardin avenue Paul-Vaillant-Couturier.

La Cité-jardin de Stains, construite entre 1921 et 1933 pour l'office départemental des habitations à loyer modéré de la Seine par les architectes Eugène Gonnot et Georges Albenque (à qui l'on doit également le hameau du Danube à Paris) à l'emplacement de l'ancien château de Stains (détruit lors des combats de la guerre de 1870), afin de répondre à la demande de logements ouvriers, est une Habitation à bon marché dotée d'un confort important pour l'époque, tout en conservant une architecture résidentielle. 
Véritable ville dans la ville, centrée sur la place Marcel-Pointet et sa salle de spectacles (achevée après la Seconde Guerre mondiale), elle est édifiée afin d’héberger en priorité les populations ouvrières de Saint-Denis, Le Bourget et La Courneuve. 
Le bâti de 1 676 logements se répartit sous forme de 456 pavillons avec jardins, groupés par deux, quatre ou six, soit de maisons individuelles, soit encore de 19 immeubles collectifs de 3 ou 4 étages : immeubles en T, en angle, à redents ou parallèles à la rue.
Elle appartient au patrimoine national et est inscrite à l’inventaire des sites pittoresques depuis 1976 et est souvent citée en référence par des architectes et urbanistes qui pensent qu’elle est l'une des plus belles et plus réussies de France. Sa rénovation au début des années 2000 est dirigée par le bailleur, l'Office Public de l'Habitat de Seine-Saint-Denis, avec l'aide de l'ANRU.

### Stains dans les arts
Le film Hiver 54, l'abbé Pierre de Denis Amar (1989) portant sur le rude hiver 1954, le drame des sans-abri et l'action de l'abbé Pierre, a été tourné à Stains.
Le film Un air de famille de Cédric Klapisch (1996), d'après la pièce de théâtre de Jean-Pierre Bacri et Agnès Jaoui, a été tourné à Stains :

- les intérieurs ont été tournés aux studios SETS ;

- les extérieurs ont également été tournés à Stains : on reconnaît aisément le café et la voie de chemin de fer en arrière-plan, à l'angle de la rue des Parouzets et de la rue Hennequin.
Le film Le Vilain d'Albert Dupontel (2009), a été tourné dans la cité-jardin de Stains.
Le film Les Grands Esprits d'Olivier Ayache-Vidal (2017) a été en grande partie tourné à Stains au collège Barbara, et des collégiens stanois incarnent des personnages du long-métrage.
La ville est le lieu du roman Wesh, le Musée d'Orsay de Michael Nativel, qui relate une altercation ayant opposé des élèves du lycée Maurice Utrillo de Stains et des gardiens du Musée d'Orsay en 2016.

### Personnalités liées à la commune
- Roger Brias (1904-1941), résistant français, compagnon de la Libération, né à Stains, qui a rallié les forces françaises libres en 1940.
- Jeannette Deweirder (1932-2020), syndicaliste, féministe et femme politique, maire-adjointe de Stains de 1989 à 1995, chargée de l'urbanisme et de l'environnement
- Mistigri (1927-2015), artiste française de la scène, du disque et de la télévision, est née à Stains.
- Jean-Jacques Moreau (1947-), acteur français, né à Stains.
- Zahia Ziouani (1978-), cheffe d'orchestre française, considérée comme la seule cheffe d'orchestre française issue de la diversité, dirige l'ensemble Divertimento de Stains.
Elle est le sujet du film de Marie-Castille Mention-Schaar sorti en 2022, Divertimento[90].
- Yacine Belhousse (1981-), humoriste française, a réalisé sa première pièce de théâtre (Une vie particulière) au Studio Théâtre de Stains.
- Kheiron (1982-), humoriste, acteur et réalisateur français, a grandi à Stains après que sa famille ait fui l'Iran. Son film Nous trois ou rien raconte notamment son installation dans la ville et l'implication de sa mère dans la vie associative du Clos-Saint-Lazare[91]. Il a d'ailleurs vécu avec Navo (Bruno Muschio), co-auteur de la web-série Bref. avec Kyan Khojandi[92]
- Sofiane Zermani dit Fianso (1986-), rappeur français, a grandi dans la cité du Clos-Saint-Lazare de 1986 à 1999.
- Rod Paradot (1996-), acteur français, né à Stains.
- Almamy Touré (1996-), footballeur malien, a grandi dans la cité du Clos-Saint-Lazare de 2002 à 2010[93].
- Lenny Vallier (1999-), footballeur français, né à Stains.
- Moussa Diarra (2000-), footballeur malien, né à Stains.
- Eric Junior Dina-Ebimbe (2000-), footballeur français, né à Stains.
- Soungoutou Magassa (2003-), footballeur français, né à Stains[94].
- Mohamed-Ali Cho (2004-), footballeur français, né à Stains, qui a passé son enfance  en Angleterre, où ses parents travaillaient[95].
- Saël Kumbedi (2005-), footballeur français, né à Stains, a joué à Épinay-sur-Seine jusqu'en 2015[96].

### Héraldique
| Blason de Stains | Blason  | D'argent aux deux fasces ondées de sinople, au chef de gueules chargé de trois épis de blé tigés et feuillés d'or. Devise / Cri'semina metes (sème, tu récolteras) |
| Blason de Stains | Détails | Le statut officiel du blason reste à déterminer. |

## Pour approfondir